# 图尔
图尔（發音：[tuʁ] ⓘ），法国中西部城市，中央-卢瓦尔河谷大区安德尔-卢瓦尔省的一个市镇和该省的省会，下辖图尔区，其市镇面积34.67平方公里，2022年1月1日时人口数量为138,668人，是该省乃至整个大区人口数量最多的城市，在法国市镇中排名第26位（2022年）。
2018年，图尔-卢瓦尔河谷都会区成立，代替了原来的图尔城市圈公共社区，成为了法国22个都会区之一。
图尔位于法国巴黎盆地西南部，是图赖讷地区的首府，其市区地势平坦，法国第一大河卢瓦尔河和其第二大支流谢尔河自东向西平行穿越市区，使得图尔市区呈现出“两水三岸”的城市面貌。图尔也是法国西部重要的交通枢纽之一，三条高速公路和十个方向的铁路线在此交汇，由此前往周边多个大城市的路程均在一小时以内。图尔-卢瓦尔河谷机场亦是中央-卢瓦尔河谷大区境内唯一的开辟常规航线的客运机场。
图尔是法国历史文化名城，其筑城史始于公元一世纪，自建城以来一直为这一地区的政治和文化中心，中世纪时成为军事要塞和圣雅各朝圣之路上的重要驿站，文艺复兴前期（1450年－1550年）则因瓦卢瓦国王路易十一的长居而一度成为了“法兰西的首都”。图尔市中心的传统房屋多以石灰华和板岩作为外墙和屋顶的装饰材料，因此图尔又被誉为“白蓝之城”（Blanche et Bleu），其所在的卢瓦尔河谷也被称为“法兰西花园”，并于2000年被列入世界文化遗产。

## 地名来源
“图尔”一名来源于高卢-罗马时期在这一地区生活的图龙人（法語：Turones，属于高卢人的一支），其城市被称为“图龙人之城”（Citivas Turonorum），后逐渐衍变成为“图尔”。

## 历史

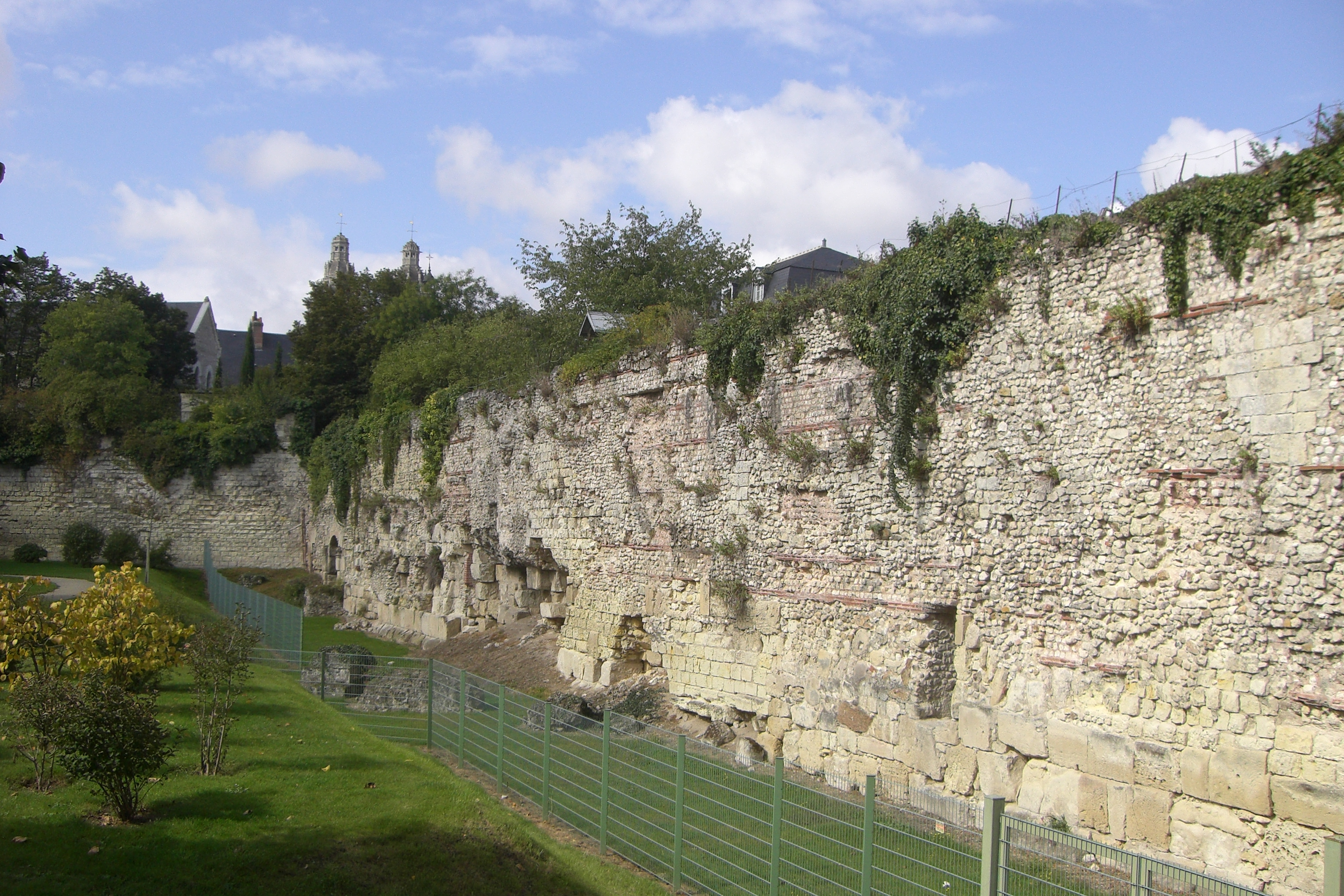
凯撒罗敦（高卢-罗马时代）城墙遗址

图尔是法国历史文化名城。

### 古典时代
在公元前，图尔附近是的图龙人主要活动中心，在图尔老城内发现的人类建筑遗迹最早可追溯至约公元前180年。图尔城则由罗马人于公元1世纪修建，名为“凯撒罗敦”（Caesarodunum），意为“凯撒的丘陵”，属于罗马帝国的里昂高卢行省。凯撒罗敦的主要街道呈棋盘状分布，其中东西向的街道大致与卢瓦尔河平行，而南北向的街道则与之垂直交汇，城内建有图尔大剧场，是罗马帝国内最大的剧场之一；城市外沿则建有城墙。依靠水陆交通之便，公元4世纪末期，凯撒罗敦一度成为行省内的第二大城市，仅次于卢格敦（Lugdunum，今里昂）。公元5世纪后，随着西罗马帝国的衰败，凯撒罗敦去掉了“凯撒”的印记，更名为“图龙人之城”（Citivas Turonorum），后逐渐演变成为“图尔”。而附近地区也随之更名为“图赖讷”。

### 中世纪

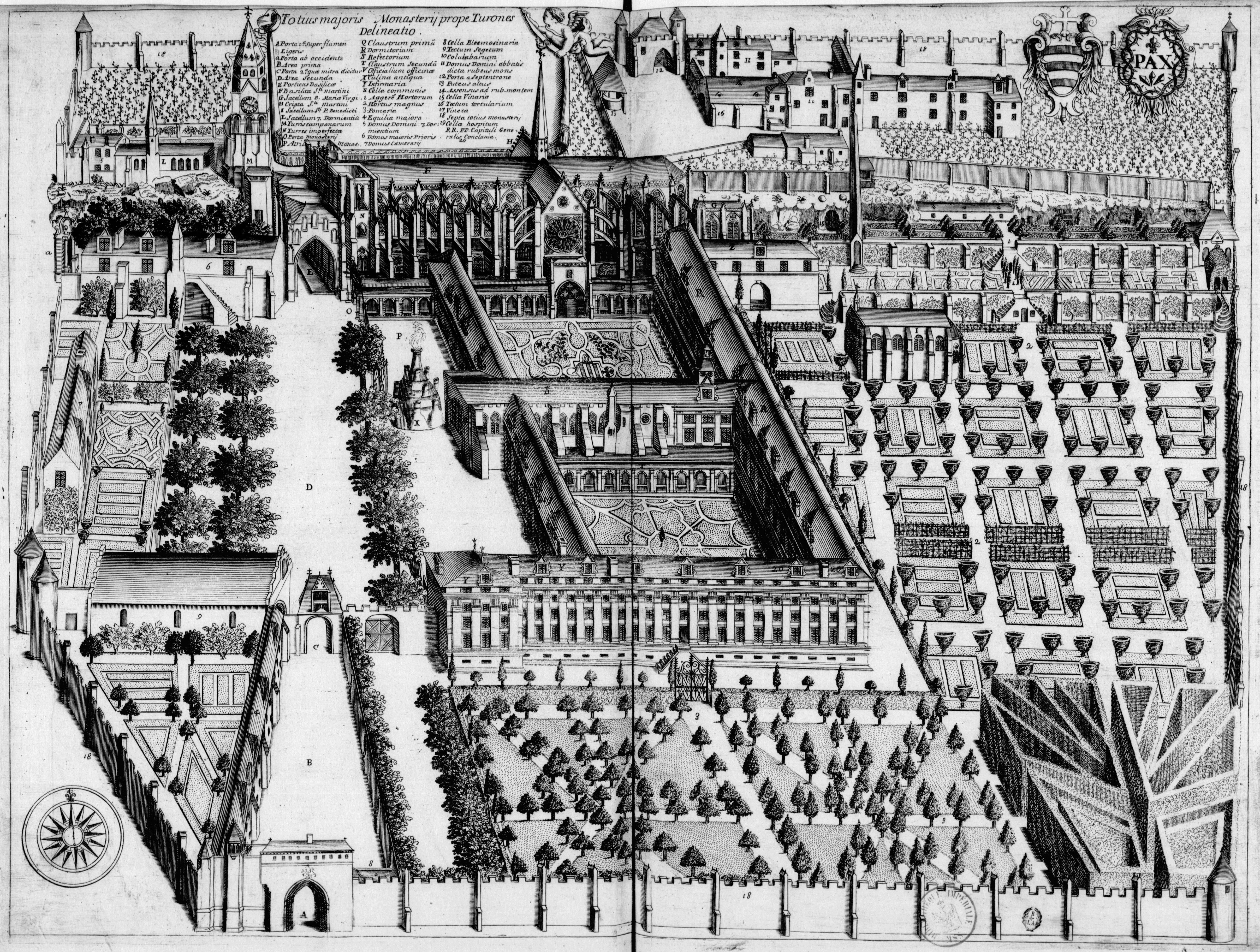
马尔穆捷修道院（十七世纪绘画）

中世纪初期，图尔地区进入了一个相对稳定的状态，都爾的瑪爾定（拉丁語：Sanctus Martinus Turonensis）于公元371年被选为图尔的主教，他执政期间在卢瓦尔河右岸修建了马尔穆捷修道院。后人为了纪念其在基督教上作出的贡献，在图尔市中心修建了圣玛尔定圣殿以安放其灵柩，并建立了修道院等配套场所。而都爾的瑪爾定的巨大宗教影响力也使得另一位宗教圣人额我略（拉丁語：Sanctus Gregorius）前往图尔进行宗教研究，后来同样成为了图尔的主教，并也冠以“图尔”之名。公元八世纪时，阿拉伯人入侵高卢并控制了加龙河及罗讷河流域。纽斯特里亚将军查理·马特于公元732年（一说733年）率兵南下并成功击败阿拉伯军队，该战发生于普瓦捷和图尔之间，史称“图尔战役”或“普瓦捷战役”（Bataille de Poitiers），此战决定性地阻击了伊斯兰势力在西欧的扩张，巩固了基督教在欧洲的地位。公元796年，应查理曼邀请，英格兰学者阿尔琴来到图尔，担任圣马田修道院院长。环绕圣玛尔定圣殿的城墙于十世纪初建成。
中世纪中期，图尔及图赖讷为布卢瓦伯爵的一处领地，厄德二世于1034年建成了横跨卢瓦尔河的桥梁。1044年努伊战役后，图赖讷伯国被安茹伯爵攻占，若弗鲁瓦二世在厄德修建的卢瓦尔河大桥南侧修建宅邸，后成为图尔城堡。
到了中世纪中后期，图尔的命运几经波折。公元9世纪时，维京人入侵西欧大陆，为保护圣马丁大圣殿，其周边又新增了一道城墙。1044年，图尔成為圖賴訥公國的首府。1450年，路易十一在图尔市郊主持修建了普萊西萊圖爾城堡，并亲自入住。其权利使得图尔获得了大量的工业部门，成为了和巴黎旗鼓相当的经济中心，甚至被认作是“法兰西首都”。但随着路易十一的退位，法兰西王国的权利中心再次转向巴黎地区，1584年圖賴訥的地位從公國變成了行省，圖爾亦成法國的一個地方城市，失去了与巴黎竞争的能力。

### 近现代

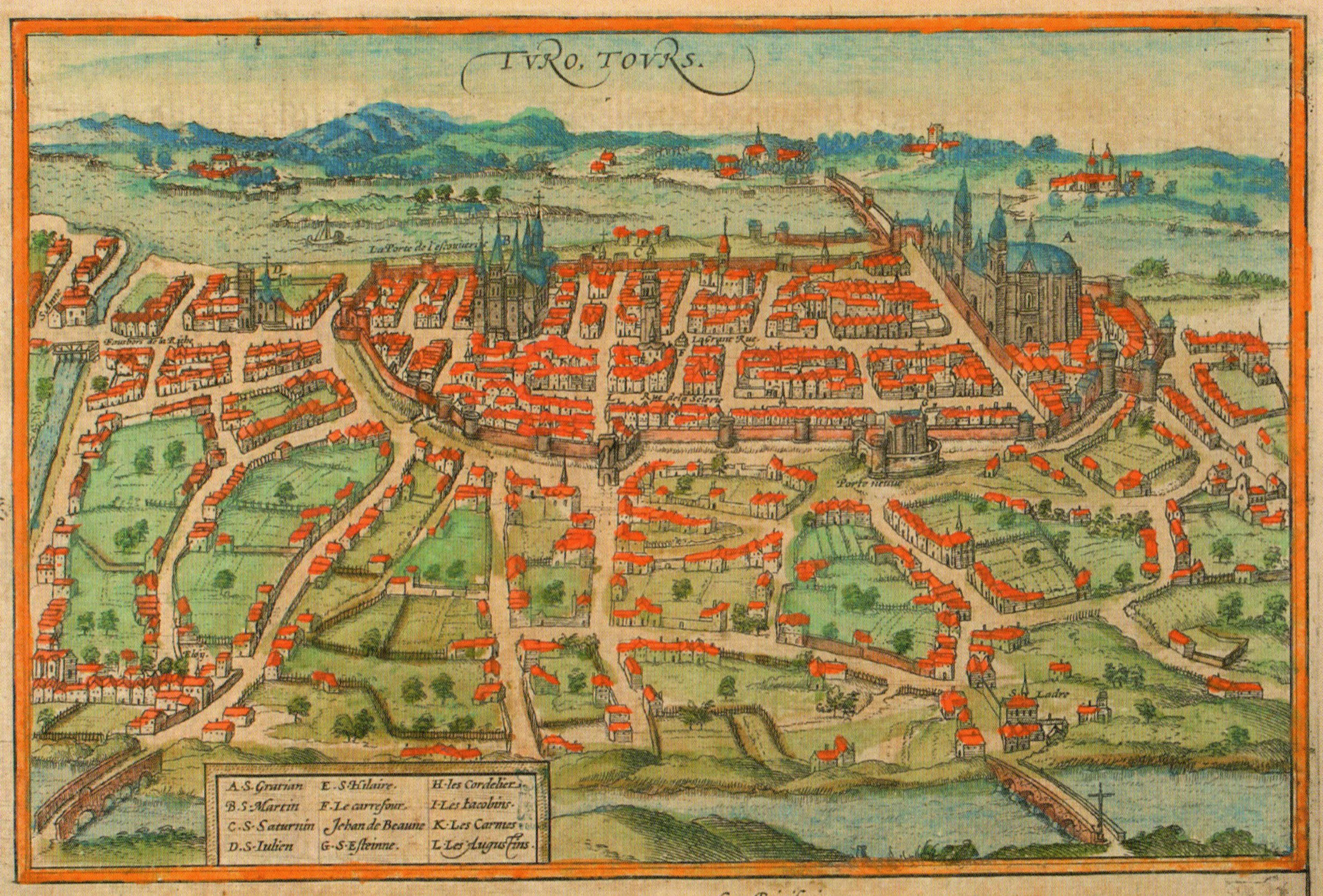
16世纪的图尔城手绘图

文艺复兴时期，圖賴訥是歷代法國國王樂意前往的休閒地之一，图尔附近的卢瓦尔河谷地区开始出现了以非军事目的而修建的城堡，城堡功能的改变也成为了法国文艺复兴的重要标志之一。达芬奇曾在图尔附近度过了晚年，并最终葬于图尔附近的昂布瓦斯城堡。同时，图尔及图赖讷地区也诞生了大批文艺复兴代表人物，包括文学家巴尔扎克、拉伯雷，科学家笛卡尔等。自中世纪中期以来，马尔穆捷修道院的影响力不断扩大，至法国大革命前夕已拥有200余座修道院及会堂，密布法国北部和西部的多个区域。
法国大革命后，原图赖讷行省的大部分地区组成了安德尔-卢瓦尔省，图尔成为了该省的一个市镇，并被设置为该省的省会，此后再无改变。
十九世纪时，随着工业革命带来的科技进步，图尔地区的工商业得到了快速发展，并出现了各类集市和商会组织。图尔第一条铁路线为沿卢瓦尔河向上游延伸的奥尔良—图尔铁路（现为巴黎－波尔多铁路的一部分），此后几十年内，连接图尔和周边主要城市的铁路陆续建成，图尔成为了法国西部最大的铁路枢纽之一；与此同时，卢瓦尔河上的内河航线开始衰落。伴随着铁路的发展，图尔开始逐渐向南扩张至谢尔河沿岸，并形成了连片的集中式宿舍区。1845年，圣艾蒂安埃克斯特拉整体并入图尔，这使得图尔的市镇范围扩张至谢尔河沿岸。1850年，图尔法院（Palais de Justice）建成，成为了图尔的标志性建筑，其前方的广场也被命名为“法院广场”（Place du Palais），并随着1896年图尔市政厅（Hôtel de Ville）的建成而大规模翻新，原广场前方的铁栅栏被拆除，成为了图尔的城市版图中心。1926年，为纪念法国社会主义领袖让·饶勒斯，法院广场更名为“让·饶勒斯广场”（Place Jean Jaurès）。
第一次世界大战时，图尔因地理位置相对远离主要战场而未受到严重影响；第二次世界大战期间，位于沦陷区的图尔遭到了多次袭击，其中1944年5月20日的袭击造成了图尔韦尔波街区和火车站一带共143人遇难；而图尔老城也在1944年6月22日的轰炸中遭到了较为严重的破坏，区域内大量建筑物被毁。二战结束后，相关的重建工程于1947年启动，并于20世纪60年代初基本恢复城市原貌。
1964年，图赖讷地区圣拉德贡德和圣桑福里安两个市镇整体并入图尔。同年，图尔所在的安德尔-卢瓦尔省和相邻的另外5个省共同组建了中央大区（2015年更名为“中央-卢瓦尔河谷大区”）。尽管图尔是该大区内人口最多的城市，但因为时任图尔市长让·鲁瓦耶与法国总理米歇尔·德勃雷（同时也担任昂布瓦斯市长职务）的政治敌对，图尔最终未能获得大区首府地位，此举也使得图尔和奥尔良之间出现了较为明显的竞争和对立局面。不过，随着图尔和奥尔良所属的公共社区在2018年相继升级成为都会区，以及两地之间人员往来的日益剧增，两城对立的情况有了较大的缓和。

## 地理

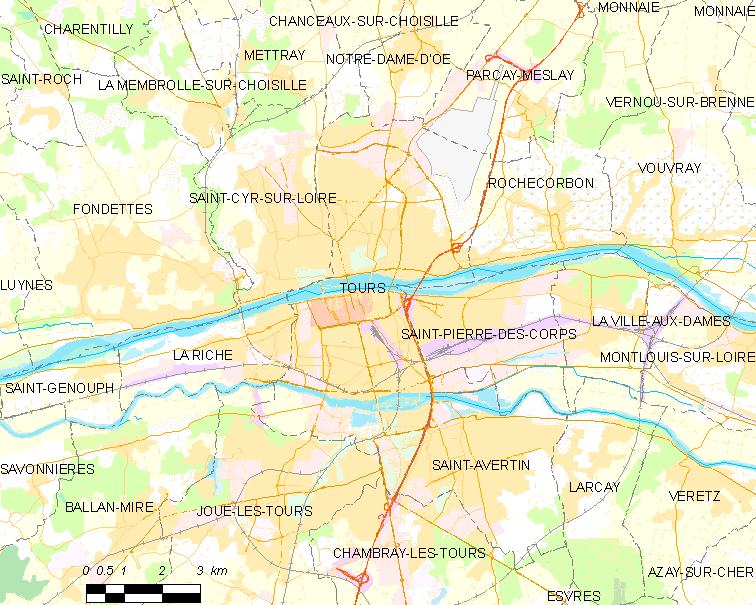
图尔市镇范围地图

图尔位于法国中西部，中央-卢瓦尔河谷大区西部和安德尔-卢瓦尔省的中部，距离法国首都巴黎大约230公里，距离大区首府奥尔良大约110公里。与图尔接壤的市镇包括：尚布赖莱图尔、茹埃莱图尔、梅特赖、奥埃圣母镇、帕尔赛-梅莱、拉里什、罗什科尔邦、圣阿韦坦、卢瓦尔河畔圣西尔和圣皮埃尔代科尔。在用地情况方面，2018年，图尔市镇范围内81.5%的土地为城市建设用地（道路、广场、建筑等）、8.8%为农业土地、0.5%为林地，0.5%为未开发的自然土地，以卢瓦尔河及谢尔河为代表的水域占比达8.7%，湿地面积总和占比则不足0.1%。

### 地形
图尔市区位于卢瓦尔河谷地区，其老城区及谢尔河两岸位于卢瓦尔河谷冲积平原内部，地势平坦且低洼；北侧的圣桑福里安街区位于一处台地之上，其内部地势平坦，靠近卢瓦尔河的区域则有明显的高差；南侧的大山街区亦位于台地上，与谢尔河谷间的高差可达20米。图尔市镇范围内的最高点海拔为109米，位于市区东北部的图尔机场附近；最低点海拔44米，位于市区西侧与拉里什及卢瓦尔河畔圣西尔交界处的卢瓦尔河河面。

### 水文

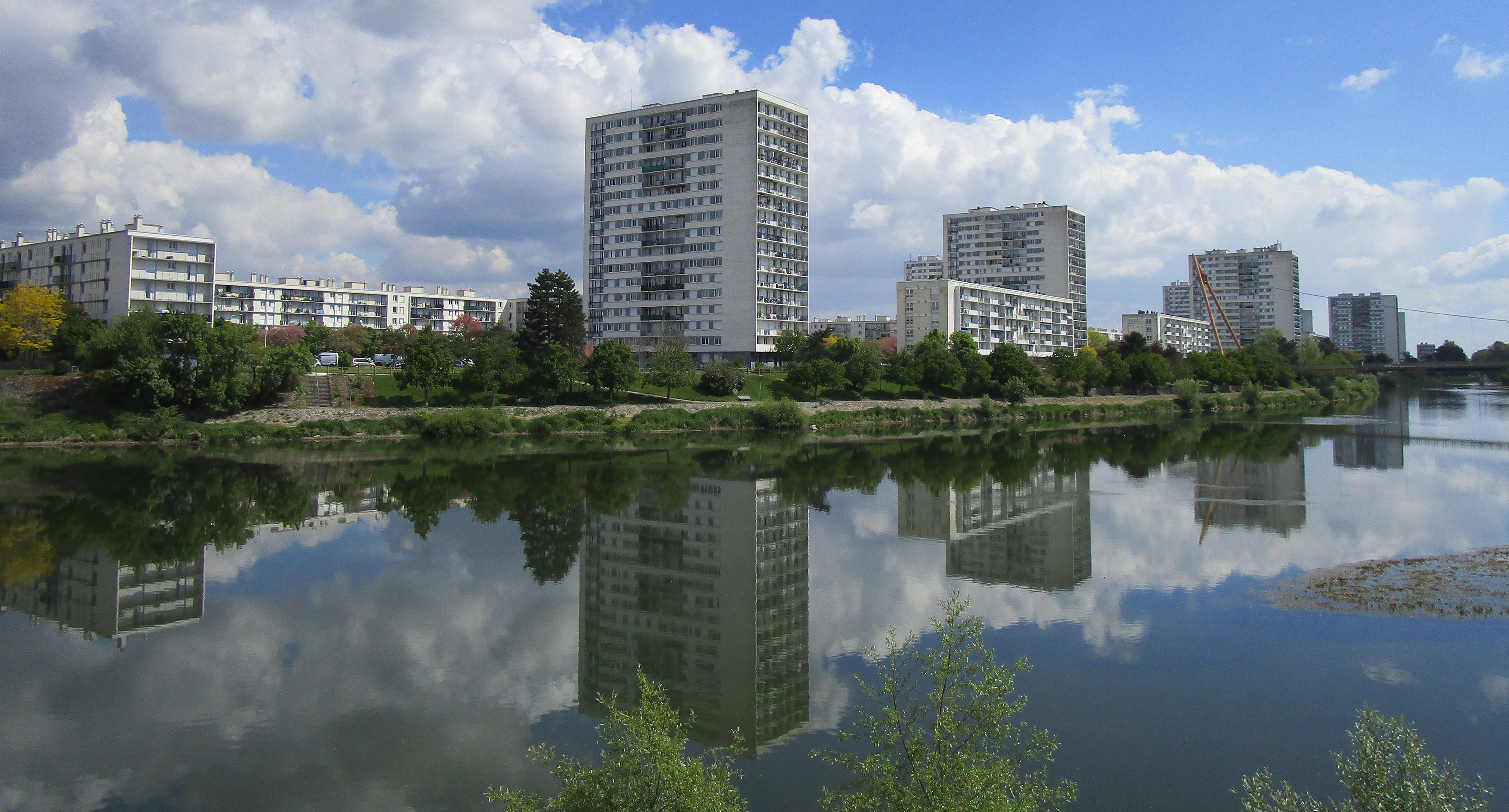
谢尔河图尔段

法国第一大河卢瓦尔河和其第二大支流谢尔河自东向西平行穿越市区，两河的市区段平均宽度均超过200米。其中卢瓦尔河当中有欧卡尔岛和西蒙岛两个河心岛，谢尔河当中的巴尔扎克公园也位于一处面积较大的河心岛上，三个河心岛均已开发成为城市绿地，并有各类运动健身设施。此外，谢尔河上筑有人工水坝，使得该河在图尔市区段流速较缓，不定期举办划艇、个人帆船等水上运动项目。
连接两河的运河已于19世纪被废弃，后被填埋，其原址上修建了法国国家A10号高速公路。
图尔地区的水文管理事务由卢瓦尔-布列塔尼流域委员会及卢瓦尔-布列塔尼水文局负责。1982至2025年1月间，图尔境内共发生25次有记录的自然灾害，其中8次洪涝，12次干旱。图尔地区的主要易涝区分布于图尔老城及谢尔河左岸部分，在2013年安德尔-卢瓦尔省的一份水文报告中，图尔及其周边共18个市镇被列入洪涝灾害重点防治区域（Territoire à Risque Important）。

### 地质

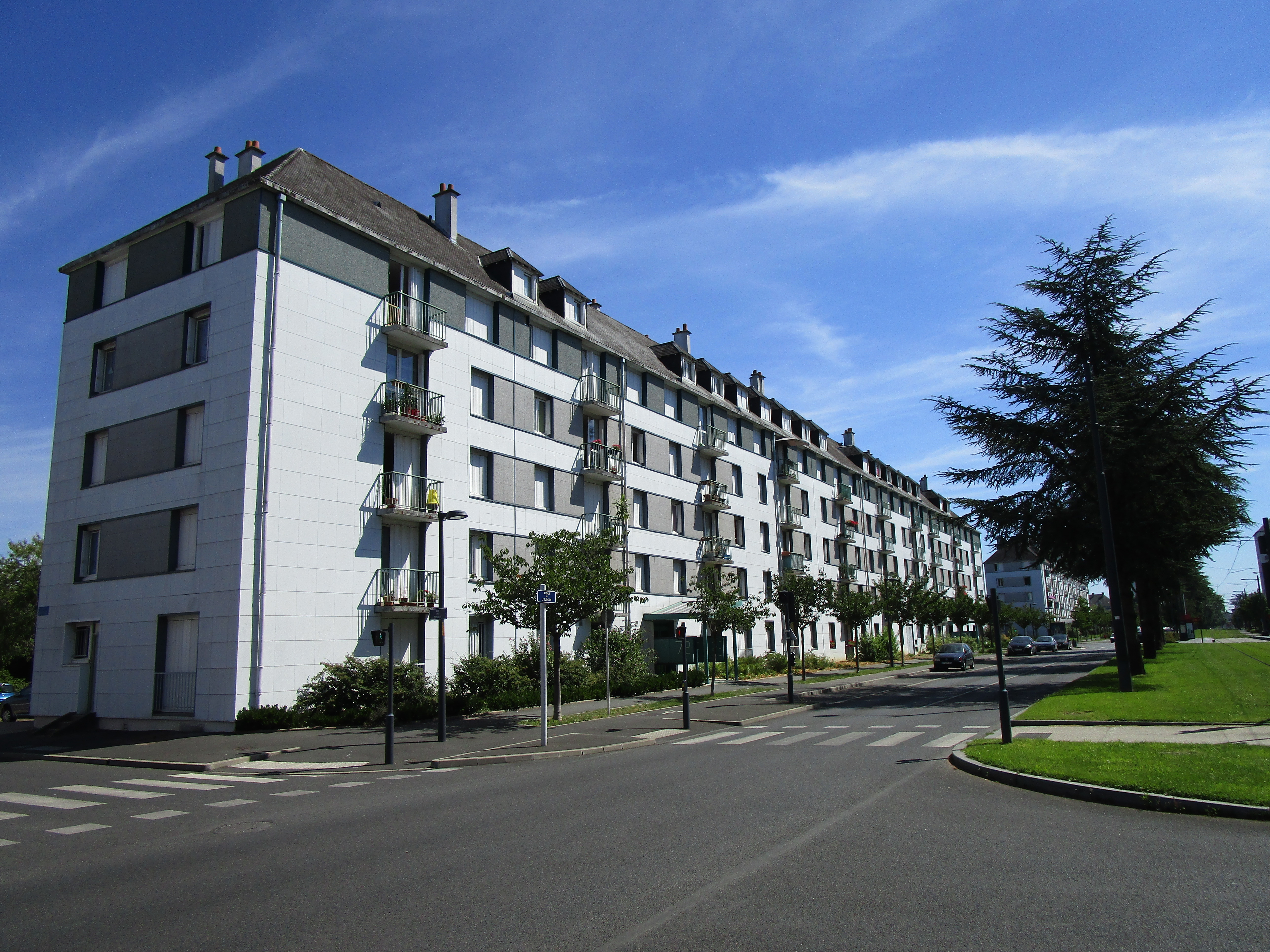
欧罗巴街区，已被改造为居民区

图尔市区的大部分地区位于卢瓦尔河与谢尔河所带来的冲积平原上，土质普遍松软，其主城区地表普遍被人工建筑物所覆盖，而南北两侧的部分地表则主要分布泥灰岩。按照形成年代及成分划分，图尔市镇范围的岩层大致可以划为六个板块：
- 图尔城市核心区域所在的卢瓦尔河与谢尔河之间以及谢尔河左岸的枫丹街区为河流冲积平原，其地表成分为砂岩和砾岩，属于现代沉积物，多由河流及风力搬运沉积作用形成，厚度在4至7米间并大致自东向西递增，该区域在地质图上被标注为Fz[12]
- 卢瓦尔河右岸以及谢尔河左岸的坡地地带为砂岩分布区，形成于93.9–89.8百万年前，在地质图上被标注为c3-c[12]。该区域形成年代被称为“土仑期”，这一名称即来源于图尔。
- 砂岩区外缘的高地地带为白垩分布区，形成于塞诺尼安（法语：Sénonien）期，该区域在地质图上被标注为c4-6；部分区域含有较多的硅状物，被标记为c4-6S[12]。
- 圣桑福里安核心区域和大山公园最南端为石灰岩分布区，被称为“图赖讷海洋生物岩”（calcaire lacustre de Touraine），最深处厚度可达25米，在地质图上被标注为e7b-g1[12]。
- 圣桑福里安东部街区为砾岩和砂土分布区，受风化及水利侵蚀影响，体量单薄，最深处不足5米，在地质图上被标注为m3-p[12]。
- 图尔市区北部的欧罗巴街区为淤泥分布区，其地表多被植被覆盖，在地质图上被标注为LP[12]。

在地质活动方面，图尔市镇范围内尚未探测出确认断层。图尔的地震危险度等级为2级，属于低危险；氡辐射等级为1级，属于低危险。

### 植被

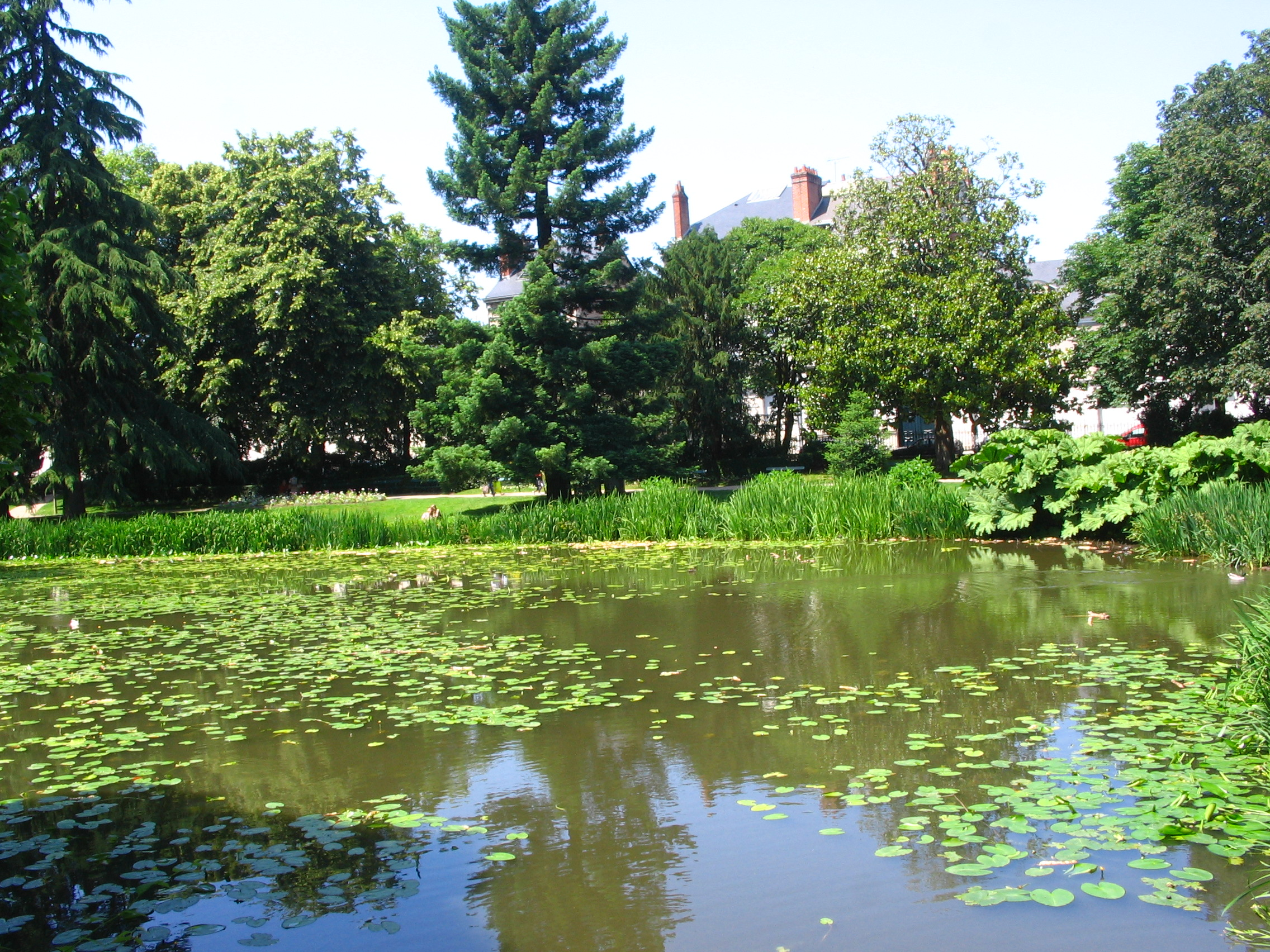
奥埃普雷邦德花园内的一处水塘

图尔位于温带阔叶混交林区，林地多分布于河流附近及坡地地带，当地常见自然植被以落叶乔木、木本植物为主。市区内的绿地主要分布在卢瓦尔、谢尔两河沿岸及河心岛上，以及南图尔的大山公园（Parc de Grandmont）内。图尔植物花园位于图尔市区西部，靠近普莱西莱图尔城堡，其占地5.9公顷，有超过150种树木，其中一颗银杏树周长超过7米，可能是法国乃至欧洲最大的银杏树。奥埃普雷邦德花园位于图尔市中心的同名街区内，创建于1870年，是一处英式庭园，被法国文化部授予“特色花园”称号。此外，图尔市区内的贝朗热大道、厄尔特卢大道和格拉蒙大街均为典型的林荫路，街道两侧有较为高大的法国梧桐等悬铃木属。
在鲜花城市的评比中，图尔被评为4星级（最高级）鲜花城市。

### 气候
图尔在柯本气候分类法中属于温带海洋性气候（Cfb），整体气候为夏季凉爽，冬季温和，全年雨量分布均匀。自21世纪以来，随着全球变暖等因素影响，图尔地区极端气候愈发频繁，主要表现为干旱和高温日数的增加，以及部分区域频繁出现的洪涝灾害。自2020年起，图尔市政府开始制订气候及环境提升计划，旨在减少极端高温天气对当地民众及生产生活的影响，同时推进当地的可持续发展。
图尔市区东北部的图尔机场设有常年气象站，截至2025年2月，该站测得最高气温记录为40.8摄氏度，出现于2019年6月25日；最低气温记录为-18.5摄氏度，出现于1964年12月29日；单日降水量记录为62毫米，出现于2009年5月11日。以下为该气象站的数据：
| 图尔1991年－2020年（其中极端气温取值1959年－2025年2月） | 图尔1991年－2020年（其中极端气温取值1959年－2025年2月） | 图尔1991年－2020年（其中极端气温取值1959年－2025年2月） | 图尔1991年－2020年（其中极端气温取值1959年－2025年2月） | 图尔1991年－2020年（其中极端气温取值1959年－2025年2月） | 图尔1991年－2020年（其中极端气温取值1959年－2025年2月） | 图尔1991年－2020年（其中极端气温取值1959年－2025年2月） | 图尔1991年－2020年（其中极端气温取值1959年－2025年2月） | 图尔1991年－2020年（其中极端气温取值1959年－2025年2月） | 图尔1991年－2020年（其中极端气温取值1959年－2025年2月） | 图尔1991年－2020年（其中极端气温取值1959年－2025年2月） | 图尔1991年－2020年（其中极端气温取值1959年－2025年2月） | 图尔1991年－2020年（其中极端气温取值1959年－2025年2月） | 图尔1991年－2020年（其中极端气温取值1959年－2025年2月） |
| 月份                                                    | 1月                                                     | 2月                                                     | 3月                                                     | 4月                                                     | 5月                                                     | 6月                                                     | 7月                                                     | 8月                                                     | 9月                                                     | 10月                                                    | 11月                                                    | 12月                                                    | 全年                                                    |
| ------------------------------------------------------- | ------------------------------------------------------- | ------------------------------------------------------- | ------------------------------------------------------- | ------------------------------------------------------- | ------------------------------------------------------- | ------------------------------------------------------- | ------------------------------------------------------- | ------------------------------------------------------- | ------------------------------------------------------- | ------------------------------------------------------- | ------------------------------------------------------- | ------------------------------------------------------- | ------------------------------------------------------- |
| 历史最高温 °C（°F）                                     | 16.9 (62.4)                                             | 22.1 (71.8)                                             | 25.3 (77.5)                                             | 29.2 (84.6)                                             | 31.8 (89.2)                                             | 39.1 (102.4)                                            | 40.8 (105.4)                                            | 39.8 (103.6)                                            | 35.5 (95.9)                                             | 31.1 (88.0)                                             | 22.3 (72.1)                                             | 18.5 (65.3)                                             | 40.8 (105.4)                                            |
| 平均高温 °C（°F）                                       | 7.7 (45.9)                                              | 9 (48)                                                  | 12.9 (55.2)                                             | 16 (61)                                                 | 19.6 (67.3)                                             | 23.4 (74.1)                                             | 25.9 (78.6)                                             | 26 (79)                                                 | 22.1 (71.8)                                             | 17 (63)                                                 | 11.4 (52.5)                                             | 8.1 (46.6)                                              | 16.6 (61.9)                                             |
| 日均气温 °C（°F）                                       | 5.1 (41.2)                                              | 5.6 (42.1)                                              | 8.6 (47.5)                                              | 11 (52)                                                 | 14.5 (58.1)                                             | 18 (64)                                                 | 20.2 (68.4)                                             | 20.2 (68.4)                                             | 16.8 (62.2)                                             | 13 (55)                                                 | 8.3 (46.9)                                              | 5.5 (41.9)                                              | 12.2 (54.0)                                             |
| 平均低温 °C（°F）                                       | 2.5 (36.5)                                              | 2.3 (36.1)                                              | 4.3 (39.7)                                              | 6 (43)                                                  | 9.4 (48.9)                                              | 12.6 (54.7)                                             | 14.4 (57.9)                                             | 14.3 (57.7)                                             | 11.4 (52.5)                                             | 9 (48)                                                  | 5.3 (41.5)                                              | 2.9 (37.2)                                              | 7.9 (46.2)                                              |
| 历史最低温 °C（°F）                                     | −17.4 (0.7)                                             | −14.2 (6.4)                                             | −10.3 (13.5)                                            | −3.4 (25.9)                                             | −0.6 (30.9)                                             | 2.6 (36.7)                                              | 4.3 (39.7)                                              | 4.8 (40.6)                                              | 0.9 (33.6)                                              | −2.3 (27.9)                                             | −7.1 (19.2)                                             | −18.5 (−1.3)                                            | −18.5 (−1.3)                                            |
| 平均降水量 mm（）                                       | 63 (2.5)                                                | 52.4 (2.06)                                             | 48.7 (1.92)                                             | 53 (2.1)                                                | 57.7 (2.27)                                             | 53.2 (2.09)                                             | 46.6 (1.83)                                             | 44 (1.7)                                                | 51.8 (2.04)                                             | 66 (2.6)                                                | 69.3 (2.73)                                             | 72.1 (2.84)                                             | 677.8 (26.69)                                           |
| 月均日照時數                                            | 68.4                                                    | 95.2                                                    | 148.8                                                   | 187.3                                                   | 214.2                                                   | 228.5                                                   | 247.1                                                   | 237.7                                                   | 191.3                                                   | 122.9                                                   | 78.9                                                    | 64.6                                                    | 1,884.8                                                 |
| 来源：infoclimat.fr                                     |                                                         |                                                         |                                                         |                                                         |                                                         |                                                         |                                                         |                                                         |                                                         |                                                         |                                                         |                                                         |                                                         |

## 行政区划
图尔的市镇编号为37261，邮政编号为37000、37100和37200。
在行政管理方面，图尔隶属于法国中央-卢瓦尔河谷大区安德尔-卢瓦尔省，同时也是该省的省会，下辖图尔区；在地方选举方面，在2015年以前，图尔是“图尔中县”、“图尔东县”、“图尔东北县”、“图尔西北县”、“图尔西县”、“图尔南县”和“图尔-谢尔河谷县”的行政中心。根据法国2014年出台的县级行政区划改革方案，自2015年1月1日起，图尔所辖的七个县被重新整合为图尔第一县、图尔第二县、图尔第三县和图尔第四县，上述四县的中央投票站所在地均为图尔，且仅保留省级行政选举功能，不再隶属于“图尔区”；在立法选举方面，图尔市镇范围被划入安德尔-卢瓦尔省第一选区和安德尔-卢瓦尔省第五选区；在社会管理方面，图尔是图尔-卢瓦尔河谷都会区的办公驻地。
自2018年起，图尔开始实行“街区自治管理制度”，将市区划分为博蒙（Beaumont）、美景（Bel-Air）、谢尔河畔（Bords de Cher）、大瓦雷讷（Grandes Varennes）、圣艾蒂安（Saint-Étienne）、圣桑福里安（Saint-Symphorien）、圣拉德贡德（Sainte-Radegonde）和图龙（Turones）八个“街区”，每个街区内推选出“街区总管”（Conseil Quartier），负责收集街区内的居民意见，并定期向上级反馈，旨在促进图尔市民对日常市政事物的参与，同时搭建一个连接市长和市民的信息沟通渠道。截至2025年2月，图尔市镇范围内暂无城市敏感街区；卢瓦尔河岸（Bords De Loire）、欧罗巴（Europe）、枫丹（Fontaines）、莱图雷特（Les Tourettes）、玛丽斯·巴斯蒂耶（Maryse Bastié）、谢尔河岸（Rives Du Cher）、罗什皮纳尔（Rochepinard）和萨尼塔斯（Sanitas）共八个街区为城市政策优先街区。
法国国家统计与经济研究所（简称“INSEE”）在进行数据统计时，将图尔及相邻的另外37个市镇设为图尔城市核心区，并将包括图尔在内的周边共162个市镇划为图尔城市辐射区。此外，INSEE还将图尔市镇分为了57个“块区”（IRIS），以便于统计人口分布情况。
| 图尔行政区划 | 图尔行政区划        | 图尔行政区划 | 图尔行政区划 | 图尔行政区划        | 图尔行政区划 | 图尔行政区划 |
| --- | ------------------- | ------------ | ------------ | ------------------- | ------------ | ------------ |
| 保罗·贝尔 圣桑福里安 圣拉德贡德 欧罗巴 杜埃-米勒蒂耶尔 老图尔 大教堂 格拉蒙- · 普雷邦德 拉马丁 拉伯雷- · 托讷莱 吉罗多 费沃特- · 马拉 谢尔河岸 拉菲-韦尔波 罗什皮纳尔 蒙茹瓦约- · 大山 羊舍 双狮 莱枫丹 ① ② ③ ① = 拉卡纳勒-斯特拉斯堡 ② = 萨尼塔斯-调车场 ③ = 美园-拉斯帕伊 |                     |              |              |                     |              |              |
| 地理分区 | 街区名称*           | 街区原名     | 所含块区数量 | 人口数量 （2014年） |              |              |
| 北图尔 | 保罗·贝尔           |              | 1            | 3,196               |              |              |
| 北图尔 | 圣桑福里安          |              | 5            | 14,201              |              |              |
| 北图尔 | 圣拉德贡德          |              | 2            | 7,002               |              |              |
| 北图尔 | 欧罗巴              |              | 5            | 10,432              |              |              |
| 北图尔 | 杜埃-米勒蒂耶尔     |              | 3            | 3,333               |              |              |
| 图尔中心 | 老图尔              |              | 5            | 11,423              |              |              |
| 图尔中心 | 大教堂              |              | 1            | 3,877               |              |              |
| 图尔中心 | 格拉蒙-普雷邦德     |              | 4            | 11,258              |              |              |
| 图尔中心 | 拉马丁              |              | 2            | 5,780               |              |              |
| 图尔中心 | 拉伯雷-托讷莱       |              | 2            | 5,570               |              |              |
| 图尔中心 | 吉罗多              |              | 2            | 5,326               |              |              |
| 图尔中心 | 拉卡纳勒-斯特拉斯堡 |              | 2            | 5,047               |              |              |
| 图尔中心 | 费沃特-马拉         |              | 2            | 5,285               |              |              |
| 图尔中心 | 谢尔河岸            |              | 2            | 4,464               |              |              |
| 图尔中心 | 拉菲-韦尔波         |              | 4            | 8,896               |              |              |
| 图尔中心 | 萨尼塔斯-调车场     |              | 5            | 10,334              |              |              |
| 图尔中心 | 美园-拉斯帕伊       |              | 2            | 4,064               |              |              |
| 图尔中心 | 罗什皮纳尔          |              | 1            | 1,550               |              |              |
| 南图尔 |                     |              |              |                     |              |              |
| 蒙茹瓦约-大山 |                     | 1            | 3,774        |                     |              |              |
| 羊舍 |                     | 1            | 2,021        |                     |              |              |
| 莱枫丹 |                     | 3            | 6,888        |                     |              |              |
| 双狮 |                     | 1            | 2,405        |                     |              |              |
| * 注：中文名称非官方正式翻译，仅供参考 |                     |              |              |                     |              |              |

## 交通

法国西部干线公路网地图，图尔（蓝色字体）位于其中心部分。

### 公路
法国国家A10高速公路（巴黎—波尔多）经过图尔，并在图尔附近设有六个出入口，其中21号出入口距离图尔市政厅不到2公里；另有A28（图尔—鲁昂）和A85（昂热—维耶尔宗）在图尔附近与之交汇。此外还有数十条安德尔-卢瓦尔省在图尔境内交汇。
| 经 （北行） |

| 巴黎 - 奥尔良门 | 233 |

| 奥尔良 | 116 |

| 鲁昂 | 309 |

| 阿朗松 | 152 |

| 经 （南行） |

| 波尔多 | 351 |

| 拉罗谢尔 | 238 |

| 尼奥尔 | 176 |

| 南特 | 222 |

| 昂热 | 133 |

| 圣艾蒂安 | 468 |

| 克莱蒙费朗 | 339 |

| 经 （北行） |

| 沙特尔-埃帕尔广场 | 143 |

| 沙托丹 | 97 |

| 旺多姆 | 57 |

| 雷诺堡 | 33 |

| 莫奈 | 17 |

| 经 |

| 布尔日 | 151 |

| 维耶尔宗 | 116 |

| 罗莫朗坦 | 93 |

| 蒙特里沙尔 | 46 |

| 布莱雷 | 27 |

| 拉克鲁瓦 | 26 |

| 经 （南行） |

| 普瓦捷 | 108 |

| 沙泰勒罗 | 71 |

| 笛卡尔 | 56 |

| 图赖讷地区圣莫尔 | 36 |

| 经 （东行） |

| 布卢瓦 | 59 |

| 武夫赖 | 10 |

| 经 （西行） |

| 索米尔 | 67 |

| 朗热 | 26 |

| 吕讷 | 13 |

| 卢瓦尔河畔圣西尔 | 3.5 |

| 经 |

| 沙托鲁 | 114 |

| 洛什 | 42 |

| 尚布赖莱图尔 | 8.5 |

| 经 （东行） |

| 昂布瓦斯 | 24 |

| 卢瓦尔河畔蒙卢伊 | 12 |

| 经 （西行） |

| 布雷叙尔 | 126 |

| 卢丹 | 73 |

| 希农 | 48 |

| 阿宰勒里多 | 27 |

| 茹埃莱图尔 | 6 |

| 经 |

| 勒芒 | 89 |

| 蒙瓦勒（卢瓦堡） | 45 |

| 讷耶蓬皮埃尔 | 25 |

| 经 |

| 拉瓦勒 | 145 |

| 拉弗莱什 | 75 |

| 拉瓦利耶堡 | 38 |

| 经爱德华·瓦扬街 |

| 圣阿韦坦 | 5 |

| 圣皮埃尔代科尔 | 3 |

| 经贝朗热街 |

| 拉里什 | 3 |

中央-卢瓦尔河谷大区公共交通提供连接图尔和沙特尔、沙托鲁、洛什、希农、蒙特里沙尔等地的常规或校车线路。一些国际性的长途巴士公司也提供途径图尔前往法国乃至欧洲各地的长途汽车线路。
2021年，58.6%的图尔家庭拥有至少一辆私人汽车。2023年，图尔境内共发生各类交通事故234起，造成3人遇难，278人受伤，其中12人重伤。

### 铁路

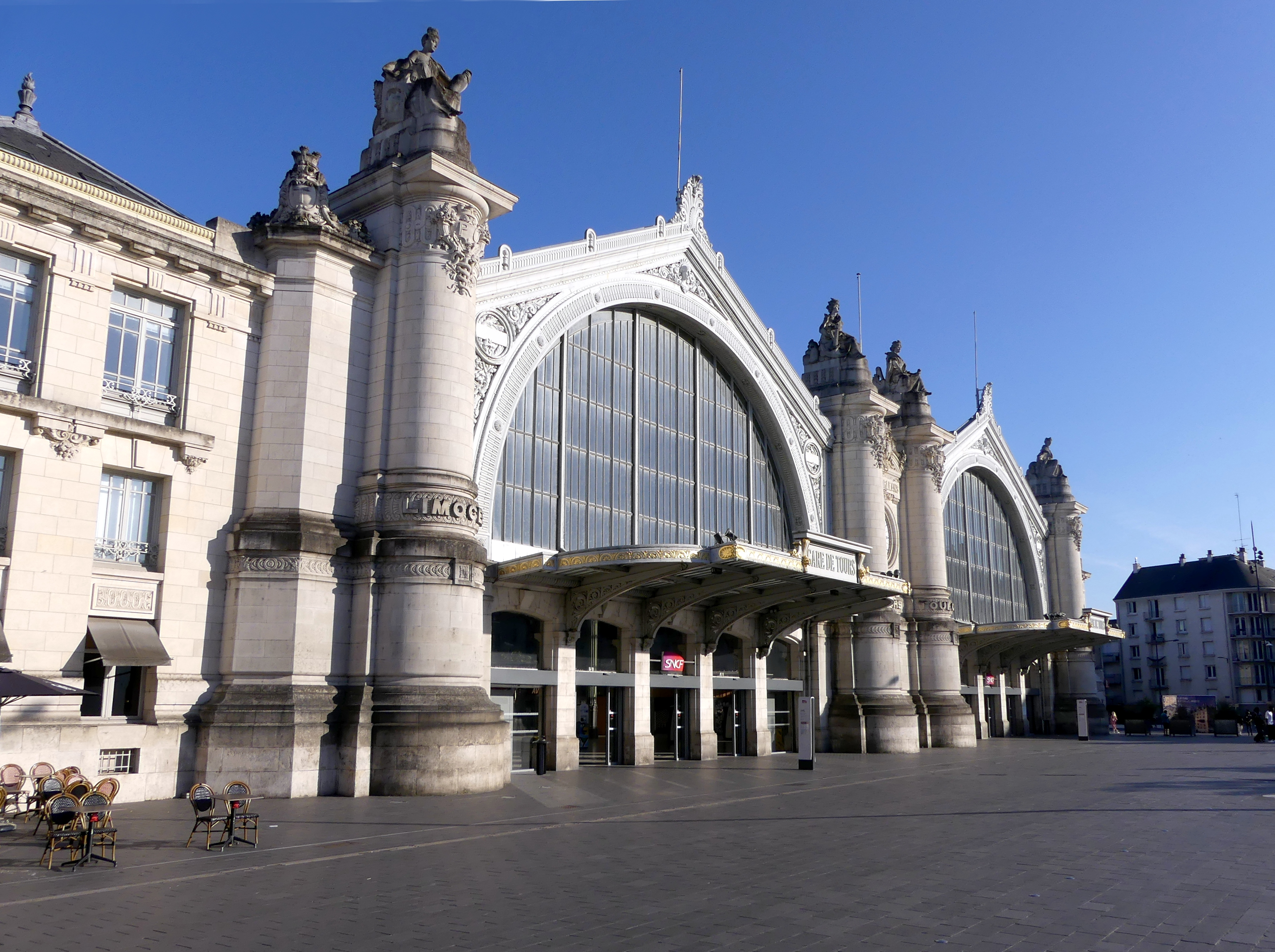
图尔火车站

图尔是法国西部最大的铁路交通枢纽之一。1990年9月30日，法国高速铁路大西洋线建成通车，图尔成为了法国继巴黎、里昂和勒芒之后第四座拥有高速铁路的城市，由图尔市区东侧的高铁站前往巴黎市区的最佳铁路旅行时间缩短至57分钟。截止2025年，已有法国高速铁路大西洋线、法国高速铁路南欧大西洋线、巴黎—波尔多（普通铁路）、图尔—圣纳泽尔、莱萨布勒多洛讷—图尔、图尔—勒芒、图尔—沙托鲁、布雷蒂尼—图尔和维耶尔宗—图尔9条铁路在图尔交汇，可前往10个不同方向。图尔站和圣皮埃尔代科尔站是图尔-卢瓦尔河谷都会区内的两个主要铁路车站，从这两个火车站出发的火车可直达法国本土大陆12个大区当中的10个，不能直达的布列塔尼和奥克西塔尼两个大区也可以通过联程中转前往。

### 航空

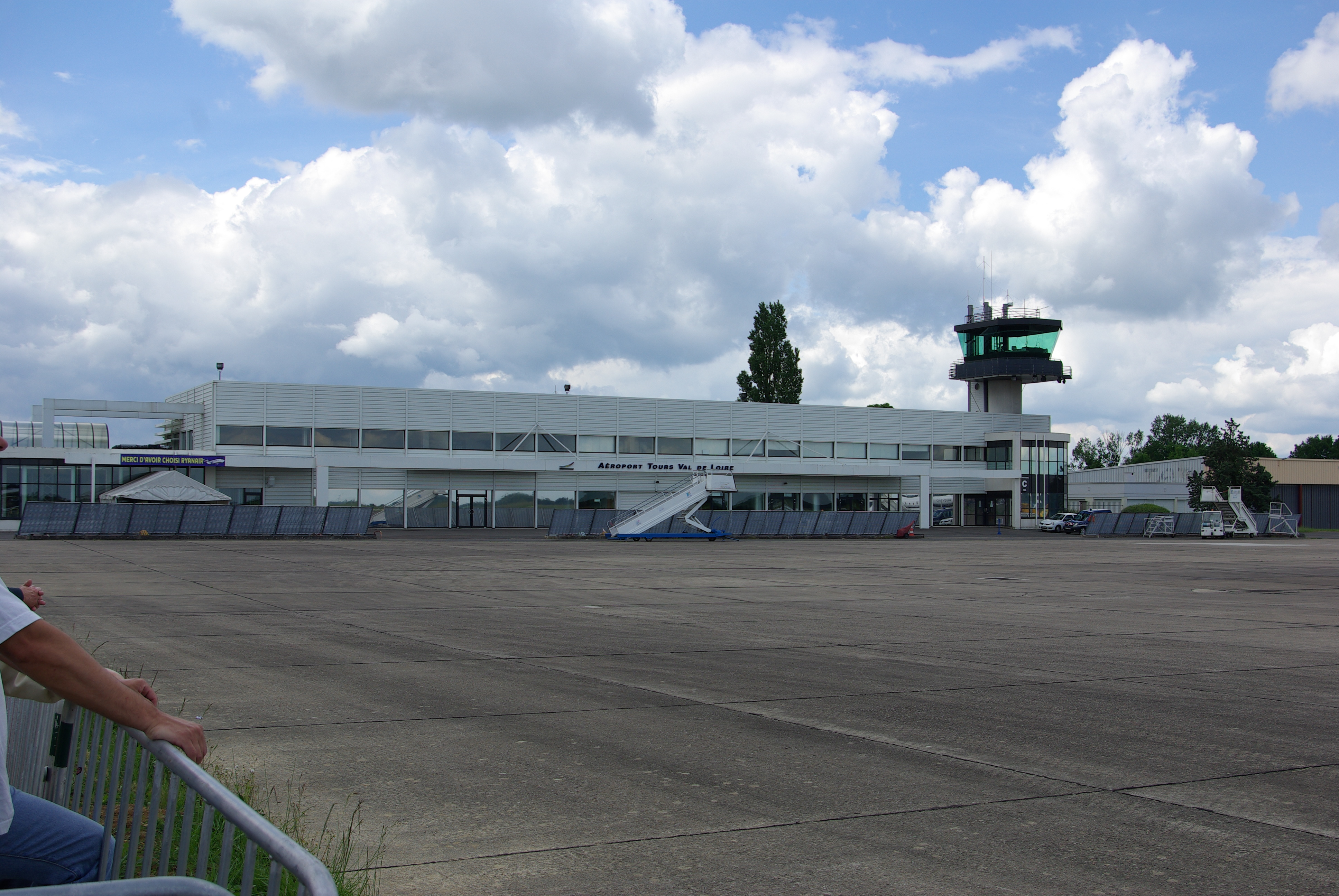
图尔-卢瓦尔河谷机场

图尔机场，全名为“图尔-卢瓦尔河谷机场”（Aéroport de Tours-Val de Loire），位于图尔市区东北部的帕尔赛-梅莱境内，2025年春季开行前往伦敦、马拉喀什、波尔图和马赛四个城市的常规航线。

### 水运
由于图尔境内的卢瓦尔河和谢尔河的河床均较浅，加之缺乏必要的整治或渠化工程，使该区域的通航条件受到了限制。自沿线的铁路陆续建成后，卢瓦尔河和谢尔河的商业运输性内河航线已全部消失。

### 城市公共交通

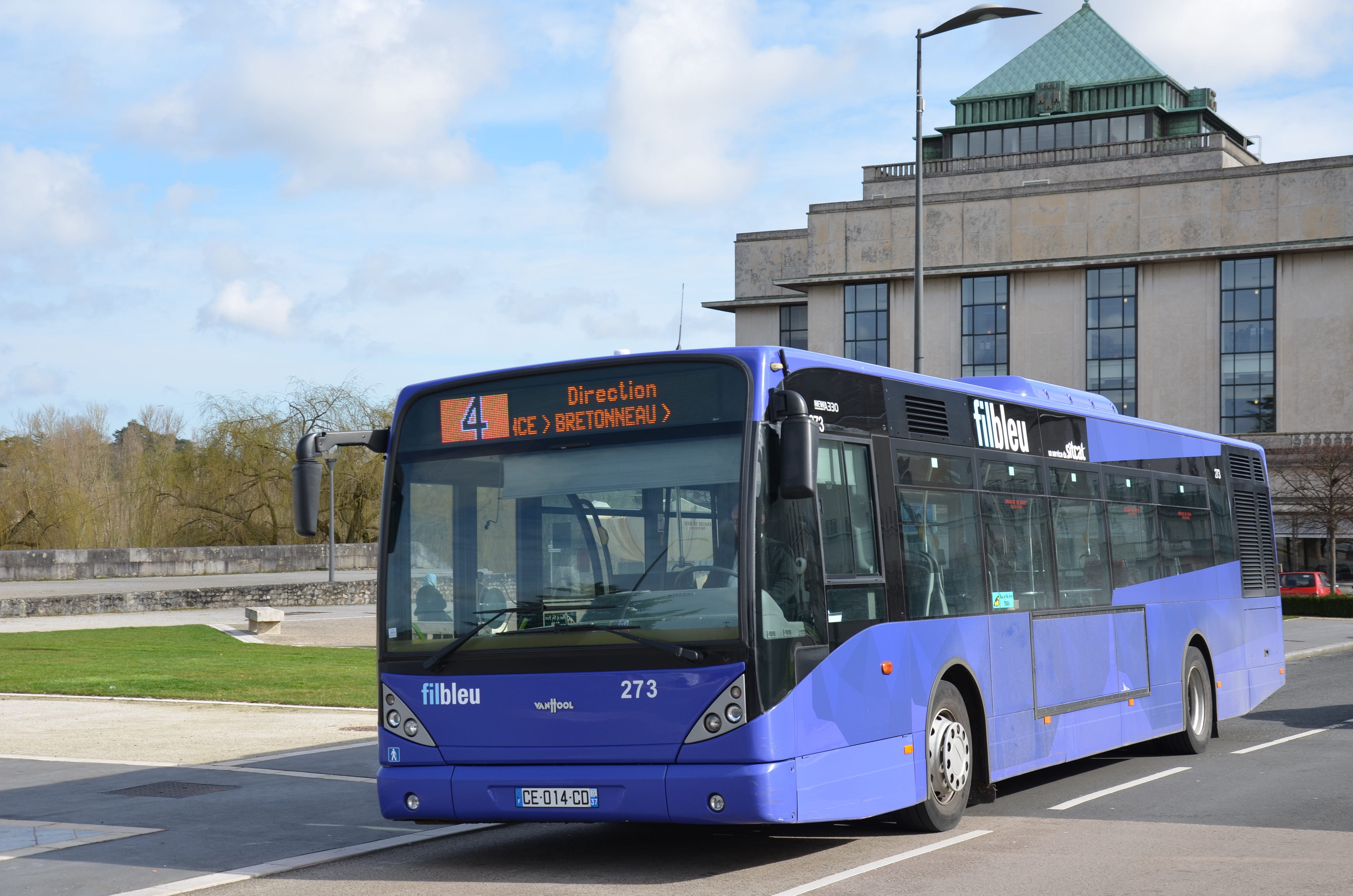
图尔街头的一辆公共汽车

图尔在十九世纪末就出现了城市公共交通服务，1906年图尔早期有轨电车开始运行，1949年，图尔无轨电车也出现在了图尔街头，但随着私家车的发展，这些缺乏独立路权的交通工具在二十世纪六十年代停止运行，图尔市内仅保留了普通公共汽车线路。到了八十年代，随着私家车数量增加而带来的一系列问题，包括法国在内的欧美国家提出以公共交通为导向的城市发展思路。2013年9月1日，现代化的图尔有轨电车A线建成通车，该线路全长14.8公里，呈南北走向穿越图尔市区；同年，图尔公交2路也升级为大容量公共汽车（商业名称为“Tempo”），作为有轨电车的补充。截止2025年2月，图尔城市公共交通系统共有轨电车线路1条，大容量公交线路1条，干线公交3条，各类常规公交线路超过30条，其线路网覆盖了整个图尔-卢瓦尔河谷都会区。此外，图尔还规划了另外两条有轨电车线路，原计划于2025年前建成，但因该项目需砍伐图尔市中心主干道的多处古木而遭到当地民众的反对，其建设计划亦几经改动，截至2025年2月尚未实质性开工。

## 政治

### 市政内阁

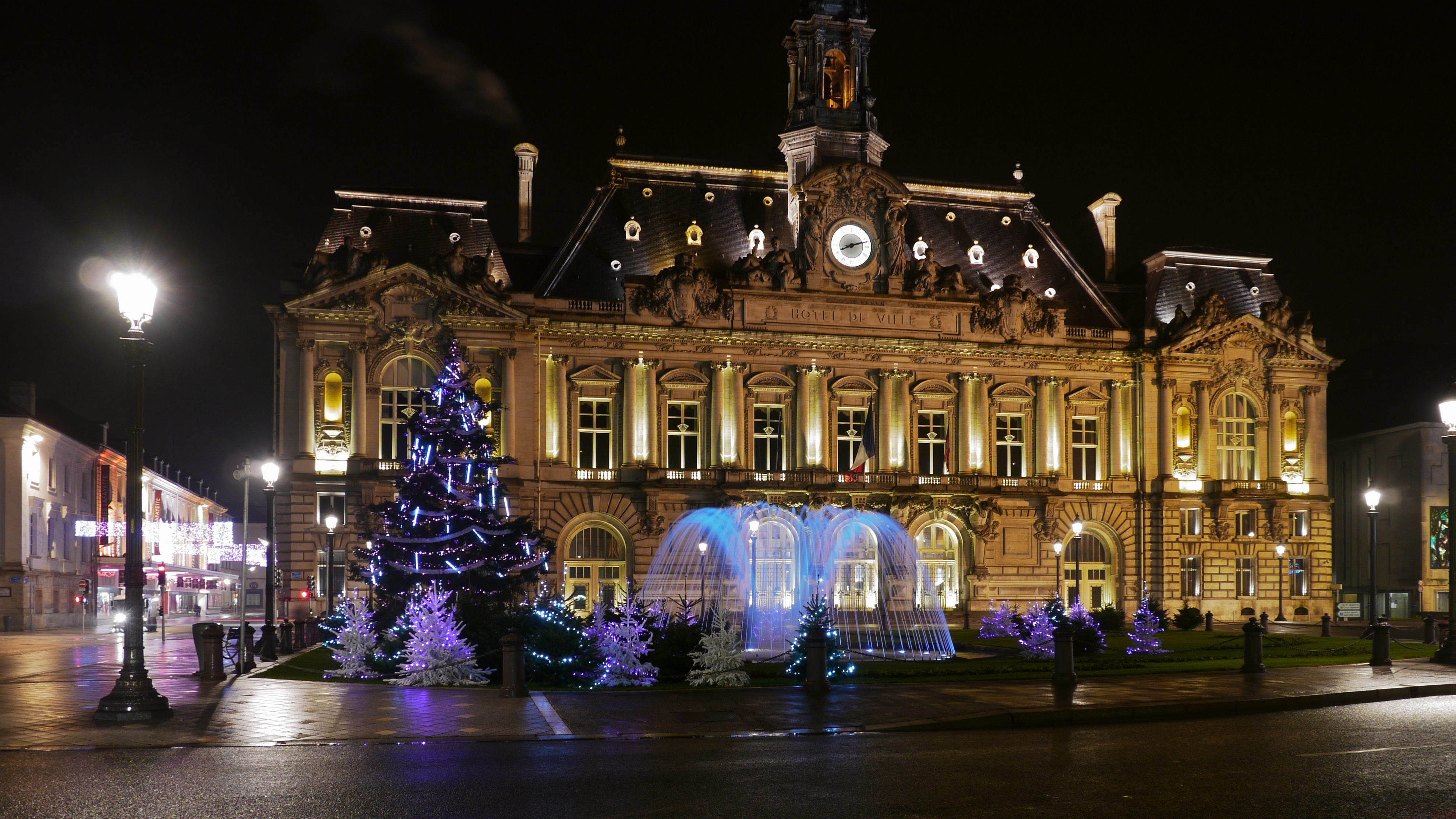
图尔市政厅夜景

图尔的现任市长为埃马纽埃尔·德尼先生，他是生態主義者—歐洲生態綠黨的一名成员，在2020年的市政选举中获得了54.94%的支持率。
|                                                                                               |                                    | |          |          |            |            |      |          |  |
| 代表                                                                                          | 代表                               | 党派 | 首轮选举 | 首轮选举 | 第二轮选举 | 第二轮选举 | 席位 | 席位     |  |
| 代表                                                                                          | 代表                               | 党派 | 票数     | %        | 票数       | %          | 市镇 | 公共社区 |  |
|                                                                                               | 埃马纽埃尔·德尼 Emmanuel DENIS     | - EÉLV欧洲生态-绿党 - FI不屈法国 - PS社会党 - PCF法国共产党 - Ensemble一起！ - GS世代·s - GÉ生態世代 - ND新政 - PP公共席位 | 8,983    | 35.45    | 14,476     | 54.94      | 43   | 29       |  |
| 口号：为了明日图尔2020 （Pour demain Tours 2020）                                             |                                    | | 8,983    | 35.45    | 14,476     | 54.94      | 43   | 29       |  |
|                                                                                               | 克里斯托夫·布歇 Christophe BOUCHET | - MRD改革者运动 - LR共和黨 - UDI民主人士和独立人士联盟                                                                     | 6,492    | 25.62    | 11,872     | 45.05      | 12   | 9        |  |
| 口号：图尔我们联合 （Tours nous rassemble）                                                   |                                    | | 6,492    | 25.62    | 11,872     | 45.05      | 12   | 9        |  |
|                                                                                               | 伯努瓦·皮埃尔 Benois PIERRE        | - LREM复兴 | 3,210    | 12.67    | 11,872     | 45.05      | 12   | 9        |  |
| 口号：是你们的图尔 （C'est votre Tours !）                                                    |                                    | | 3,210    | 12.67    | 11,872     | 45.05      | 12   | 9        |  |
|                                                                                               | 吉勒·戈德弗鲁瓦 Gilles GODEFROY    | - RN国民联盟 | 1,439    | 5.67     |            |            | 0    | 0        |  |
| 口号：联合集会为图尔 （Alliance et rassemblement pour Tours）                                 |                                    | | 1,439    | 5.67     |            |            | 0    | 0        |  |
|                                                                                               | 克洛德·布尔丹 Claude BOURDIN       | - FI不屈法国 - NPA新反资本主义党                                                                                           | 1,404    | 5.54     | 0          | 0          |      |          |  |
| 口号：该轮到2020年的图尔居民了 （C'est au Tour(s) du peuple 2020）                            |                                    | | 1,404    | 5.54     | 0          | 0          |      |          |  |
|                                                                                               | 格扎维埃·达特 Xavier DATEU         | - LR共和黨 | 1,221    | 4.81     | 0          | 0          |      |          |  |
| 口号：你们+我们=图尔 （Vous+Nous=Tours）                                                      |                                    | | 1,221    | 4.81     | 0          | 0          |      |          |  |
|                                                                                               | 尼古拉·戈特罗 Nicolas GAUTREAU     | - DVG左翼无党派人士 | 1,200    | 4.73     | 0          | 0          |      |          |  |
| 口号：2020图尔的独立人士 （Les indépendants Tours 2020）                                      |                                    | | 1,200    | 4.73     | 0          | 0          |      |          |  |
|                                                                                               | 米卡埃尔·科尔托 Mickaël CORTOT     | - LREM复兴 - PS社会党 | 582      | 2.29     | 0          | 0          |      |          |  |
| 口号：公民计划为图尔 （Projet citoyen pour Tours）                                            |                                    | | 582      | 2.29     | 0          | 0          |      |          |  |
|                                                                                               | 菲利普·拉凯勒 Philippe LACAILE     | - DVG左翼无党派人士 | 378      | 1.49     | 0          | 0          |      |          |  |
| 口号：变革中的图尔 （Tours en mouvement）                                                     |                                    | | 378      | 1.49     | 0          | 0          |      |          |  |
|                                                                                               | 托马·茹阿诺 Thomas JOUHANNAUD      | LO | 269      | 1.06     | 0          | 0          |      |          |  |
| 口号：工人斗争，倾听劳动者的声音 （Lutte ouvrière - Faire entendre le camp des travailleurs） |                                    | | 269      | 1.06     | 0          | 0          |      |          |  |
|                                                                                               | 卡萝尔·沙里耶 Carole CHARRIER      | - 無黨籍 | 157      | 0.61     | 0          | 0          |      |          |  |
| 口号：我们不为图尔放弃 （Nous ne battrons pas en retraite à Tours）                           |                                    | | 157      | 0.61     | 0          | 0          |      |          |  |
|                                                                                               |                                    | |          |          |            |            |      |          |  |
| 投票统计                                                                                      | 投票统计                           | 投票统计 | 25,335   | 97.11    | 26,348     | 97.00      |      |          |  |
| 白票                                                                                          | 白票                               | 白票 | 225      | 0,86     | 445        | 1,64       |      |          |  |
| 无效票                                                                                        | 无效票                             | 无效票 | 529      | 2,03     | 369        | 1,36       |      |          |  |
| 合计                                                                                          | 合计                               | 合计 | 26,089   | 100      | 27,162     | 100        | 55   | 38       |  |

### 历届市长
| 图尔历届市长   | 图尔历届市长                       | 图尔历届市长                                        |
| 任期           | 市长                               | 党派                                                |
| -------------- | ---------------------------------- | --------------------------------------------------- |
| 1945年－1947年 | Jean MEUNIER 让·默尼耶             | SFIO工人国际法国支部                                |
| 1947年－1959年 | Marcel TRIBUT 马塞尔·特里比        | UDSR抵抗运动民主社会联盟                            |
| 1959年－1995年 | Jean ROYER 让·鲁瓦耶               | DVD右翼无党派人士                                   |
| 1995年－2014年 | Jean GERMAIN 让·热尔曼             | PS社会党                                            |
| 2014年－2017年 | Serge BABARY 塞尔日·巴巴里         | UMP人民运动联盟 →LR共和黨                           |
| 2017年－2020年 | Christophe BOUCHET 克里斯托夫·布歇 | UDI民主人士和独立人士联盟 →RAD激进党 →MRD改革者运动 |
| 2020年－       | Emmanuel DENIS 埃马纽埃尔·德尼     | UG左翼联盟 →EÉLV欧洲生态-绿党                       |

### 各级选举
| 图尔历届投票选举结果 | 图尔历届投票选举结果    | 图尔历届投票选举结果 | 图尔历届投票选举结果 | 图尔历届投票选举结果                 | 图尔历届投票选举结果 | 图尔历届投票选举结果 | 图尔历届投票选举结果                   | 图尔历届投票选举结果 | 图尔历届投票选举结果 |
| 选举项目             | 选举范围                | 选区单位             | 选区单位内的选举结果 | 选区单位内的选举结果                 | 选区单位内的选举结果 | 选区单位内的选举结果 | 选区单位内的选举结果                   | 选区单位内的选举结果 | 参考资料             |
| 选举项目             | 选举范围                | 选区单位             | 第一轮胜出者         | 第一轮胜出者                         | 支持率               | 第二轮胜出者         | 第二轮胜出者                           | 支持率               | 参考资料             |
| -------------------- | ----------------------- | -------------------- | -------------------- | ------------------------------------ | -------------------- | -------------------- | -------------------------------------- | -------------------- | -------------------- |
| 2017年法國總統選舉   | 法國                    | 市镇                 |                      | 埃马纽埃尔·马克龙                    | 26.7%                |                      | 埃马纽埃尔·马克龙                      | 78.82%               | [ 社 23 ]            |
| 2017年法国立法选举   | 安德尔-卢瓦尔省第一选区 | 市镇（第一选区部分） |                      | 菲利普·沙吕莫                        | 36.29%               |                      | 菲利普·沙吕莫                          | 53.93%               | [ 社 24 ]            |
| 2017年法国立法选举   | 安德尔-卢瓦尔省第五选区 | 市镇（第五选区部分） |                      | 萨比娜·蒂莱                          | 36.78%               |                      | 萨比娜·蒂莱                            | 61.55%               | [ 社 24 ]            |
| 2019年欧洲议会选举   | 法國                    | 市镇                 |                      | 纳塔莉·卢瓦索                        | 25.66%               | （不适用）           | （不适用）                             | （不适用）           | [ 社 25 ]            |
| 2021年法国省级选举   | 安德尔-卢瓦尔省         | 图尔第一县           |                      | 塔蒂亚娜·科尔迪耶-鲁瓦耶 贝特朗·雷诺 | 26.05%               |                      | 塞西尔·舍维拉尔 布里斯·德鲁伊诺        | 51.18%               | [ 社 26 ] [ 社 27 ]  |
| 2021年法国省级选举   | 安德尔-卢瓦尔省         | 市镇 （第一县部分）  |                      | 塔蒂亚娜·科尔迪耶-鲁瓦耶 贝特朗·雷诺 | 26.05%               |                      | 塞西尔·舍维拉尔 布里斯·德鲁伊诺        | 51.18%               | [ 社 26 ] [ 社 27 ]  |
| 2021年法国省级选举   | 安德尔-卢瓦尔省         | 图尔第二县           |                      | 弗朗索瓦·拉富尔卡德 乌尔苏拉·福格特  | 31.38%               |                      | 弗朗索瓦·拉富尔卡德 乌尔苏拉·福格特    | 58.69%               | [ 社 26 ] [ 社 27 ]  |
| 2021年法国省级选举   | 安德尔-卢瓦尔省         | 市镇 （第二县部分）  |                      | 弗朗索瓦·拉富尔卡德 乌尔苏拉·福格特  | 31.38%               |                      | 弗朗索瓦·拉富尔卡德 乌尔苏拉·福格特    | 58.69%               | [ 社 26 ] [ 社 27 ]  |
| 2021年法国省级选举   | 安德尔-卢瓦尔省         | 图尔第三县           |                      | 梅拉妮·布雷松 伊曼·曼扎里            | 43.8%                |                      | 芭芭拉·达尔内·马拉坎 奥利维耶·勒布勒东 | 54.02%               | [ 社 26 ] [ 社 27 ]  |
| 2021年法国省级选举   | 安德尔-卢瓦尔省         | 市镇 （第三县部分）  |                      | 梅拉妮·布雷松 伊曼·曼扎里            | 43.8%                |                      | 芭芭拉·达尔内·马拉坎 奥利维耶·勒布勒东 | 54.02%               | [ 社 26 ] [ 社 27 ]  |
| 2021年法国省级选举   | 安德尔-卢瓦尔省         | 图尔第四县           |                      | 弗朗克·加涅尔 萨布里娜·哈马迪        | 34.77%               |                      | 弗朗克·加涅尔 萨布里娜·哈马迪          | 56.58%               | [ 社 26 ] [ 社 27 ]  |
| 2021年法国省级选举   | 安德尔-卢瓦尔省         | 市镇 （第四县部分）  |                      | 弗朗克·加涅尔 萨布里娜·哈马迪        | 34.77%               |                      | 弗朗克·加涅尔 萨布里娜·哈马迪          | 56.58%               | [ 社 26 ] [ 社 27 ]  |
| 2021年法国大区选举   |                         | 市镇                 |                      | 弗朗索瓦·博诺                        | 25.86%               |                      | 弗朗索瓦·博诺                          | 51.04%               | [ 社 28 ]            |
| 2022年法国总统选举   | 法國                    | 市镇                 |                      | 埃马纽埃尔·马克龙                    | 30.11%               |                      | 埃马纽埃尔·马克龙                      | 73%                  | [ 社 29 ]            |
| 2022年法国立法选举   | 安德尔-卢瓦尔省第一选区 | 市镇（第一选区部分） |                      | 夏尔·富尼耶                          | 39.6%                |                      | 夏尔·富尼耶                            | 53.5%                | [ 社 30 ]            |
| 2022年法国立法选举   | 安德尔-卢瓦尔省第五选区 | 市镇（第五选区部分） |                      | 萨比娜·蒂莱                          | 27.05%               |                      | 萨比娜·蒂莱                            | 59.05%               | [ 社 30 ]            |
| 2024年欧洲议会选举   | 法國                    | 市镇                 |                      | 拉斐爾·格魯克斯曼                    | 19.5%                | （不适用）           | （不适用）                             | （不适用）           | [ 18 ]               |
| 2024年法国立法选举   | 安德尔-卢瓦尔省第一选区 | 市镇（第一选区部分） |                      | 夏尔·富尼耶                          | 45.32%               |                      | 夏尔·富尼耶                            | 57.91%               | [ 社 31 ]            |
| 2024年法国立法选举   | 安德尔-卢瓦尔省第五选区 | 市镇（第五选区部分） |                      | 玛丽娜·科恰                          | 33.47%               |                      | 萨比娜·蒂莱                            | 64.06%               | [ 社 31 ]            |

## 人口
2022年，图尔市镇人口数量为138,668，在法国排名第26位。其中男性63,688人，女性73,970人，75岁及以上人口占8.5%，外籍人口数量为12,900人，人口密度为4,000人/平方公里，当地居民被称为（男性）或（女性）。2015至2021年间，图尔的人口增长率为0.2%。2022年，图尔境内出生1,453人，死亡人口1,283人。
| 图尔1901年－2022年人口变化情况 |
|                                |
| 数据来源：Cassini、INSEE       |

## 经济

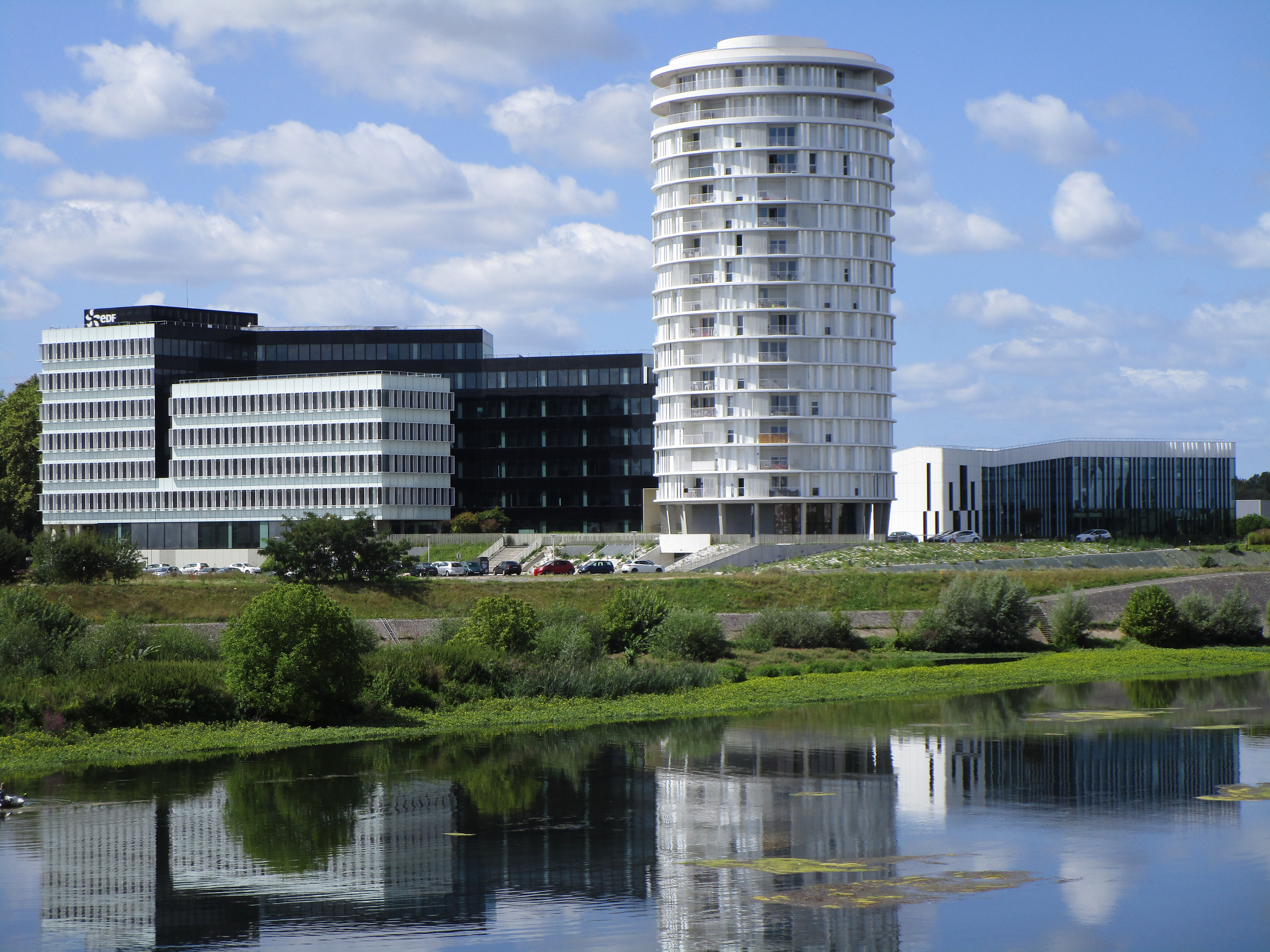
法国国家电力公司图尔分部大楼

图尔是法国中西部的一个中心城市，与勒芒和奥尔良及沿线主要城市组成了卢瓦尔-曼恩河谷都会经济区。INSEE于2020年将图尔划入图尔就业区（Zone d'emploi de Tours），并又于2022年将其划入图尔生活区（Bassin de vie de Tours）。
在农业方面，图尔境内地势平坦，气候和灌溉条件均满足大多数温带农作物的生长需要，但由于图尔市区人口密集，土地资源有限，境内的农业以集中式的都市农业和自发性的家庭养殖为主，而大规模的农业生产主要分布在图尔周边的一些市镇。截至2022年底，图尔境内有五家农业类企业，相关就业总人数为28人，均不及总量的0.1%。
在工业方面，图尔的主要工业部门包括食品、机械、制药等，自20世纪中后期以来，图尔的工业规模逐年下降，一些工业生产部门关闭或外迁。2022年底，图尔的工业及建筑业用人单位数量为406家，占总数的7.9%；相关就业总人数为7,272，占总人数的9.4%。跨国电子企业意法半导体在图尔设有研发中心和工厂，相关就业人员超过1000人
在第三产业方面，图尔依靠其地理与交通条件以及旅游资源，在旅游、医疗、教育、物流、文化等多个产业均有发展。法国主要的跨区域行政机构在图尔设有分支，为当地带来了较多的就业岗位。2022年底，圣但尼第三产业的相关就业单位及从业人数分别达到了总量的92%和90.5%。

### 主要企业
截至2022年底，图尔市镇范围内共有活跃企业5,143家，其中69.9%的员工总数在9人及以下。截至2025年1月，图尔市镇范围内共有各类用人单位（包含自雇）27,669家，比上一年同期新增118家。
| 图尔境内的主要大型企业 | 图尔境内的主要大型企业 | 图尔境内的主要大型企业                 | 图尔境内的主要大型企业 | 图尔境内的主要大型企业      | 图尔境内的主要大型企业 | 图尔境内的主要大型企业 |
| 企业                   | 类型                   | 法语原名                               | 领域                   | 员工数量 （2022年12月31日） | 营业额 （2022年）      | 数据来源               |
| ---------------------- | ---------------------- | -------------------------------------- | ---------------------- | --------------------------- | ---------------------- | ---------------------- |
| 意法半导体图尔工厂     | 区域总部               | Stmicroelectronics (Tours) SAS         | 电子元件制造           | 1,412                       | 322,413,278 €          | [ 社 35 ]              |
| 中西部新共和国报       | 总部                   | La Nouvelle République du Centre-Ouest | 文化传媒               | 418                         | 70,299,126 €           | [ 社 36 ]              |
| BPM Pro-Étoile Centre  | 总部                   | BPM Pro-Étoile Centre                  | 汽车销售               | 112                         | 70,114,270 €           | [ 社 37 ]              |
| Apivia Courtage        | 总部                   | Apivia Courtage                        | 保险                   | 166                         | 55,251,547 €           | [ 社 38 ]              |
| Citya地产              | 总部                   | Citya immobilier                       | 房地产                 | 104                         | 24,121,943 €           | [ 社 39 ]              |

## 财政与居民收入
2023年，图尔的财政收入总额为217,281,880欧元，财政支出总额为193,751,540欧元，当年的债务总额为198,642,940欧元。2023年，图尔市镇通过增值税获得2,766,780欧元的收入，此外当地还共获得了5,654,100欧元的国家直接财政补助。
| 图尔居民收入情况                                 | 图尔居民收入情况    | 图尔居民收入情况    | 图尔居民收入情况    |
| 内容                                             | 图尔                | 安德尔-卢瓦尔省     | 法國                |
| ------------------------------------------------ | ------------------- | ------------------- | ------------------- |
| 居民平均时薪                                     | 15.5欧元（2022年）  | 15.9欧元（2022年）  | 17欧元（2022年）    |
| 高级职员人均时薪                                 | 25.5欧元（2022年）  | 26.3欧元（2022年）  | 29.1欧元（2022年）  |
| 中级职员人均时薪                                 | 15.1欧元（2022年）  | 16欧元（2022年）    | 16.6欧元（2022年）  |
| 普通职员人均时薪                                 | 11.6欧元（2022年）  | 11.9欧元（2022年）  | 12.1欧元（2022年）  |
| 工人人均时薪                                     | 11.5欧元（2022年）  | 12.3欧元（2022年）  | 12.5欧元（2022年）  |
| 贫困率                                           | 21%（2021年）       | 12.8%（2021年）     | 14.5%（2021年）     |
| 青壮年（15至64岁）失业率                         | 16.2%（2021年）     | 11.3%（2021年）     | 10.4%（2021年）     |
| 家庭总数                                         | 63,318（2022年）    | 970（2022年）       | 1,160（2022年）     |
| 征税家庭数量占比                                 | 6 574（2023年）     | 52.7%（2022年）     | 44.8%（2022年）     |
| 家庭年均纳税                                     | 4,034欧元（2023年） | 3,070欧元（2022年） | 4,481欧元（2022年） |
| 资料来源：INSEE、L'Internaute、Le Journal du Net |                     |                     |                     |

## 社会事务

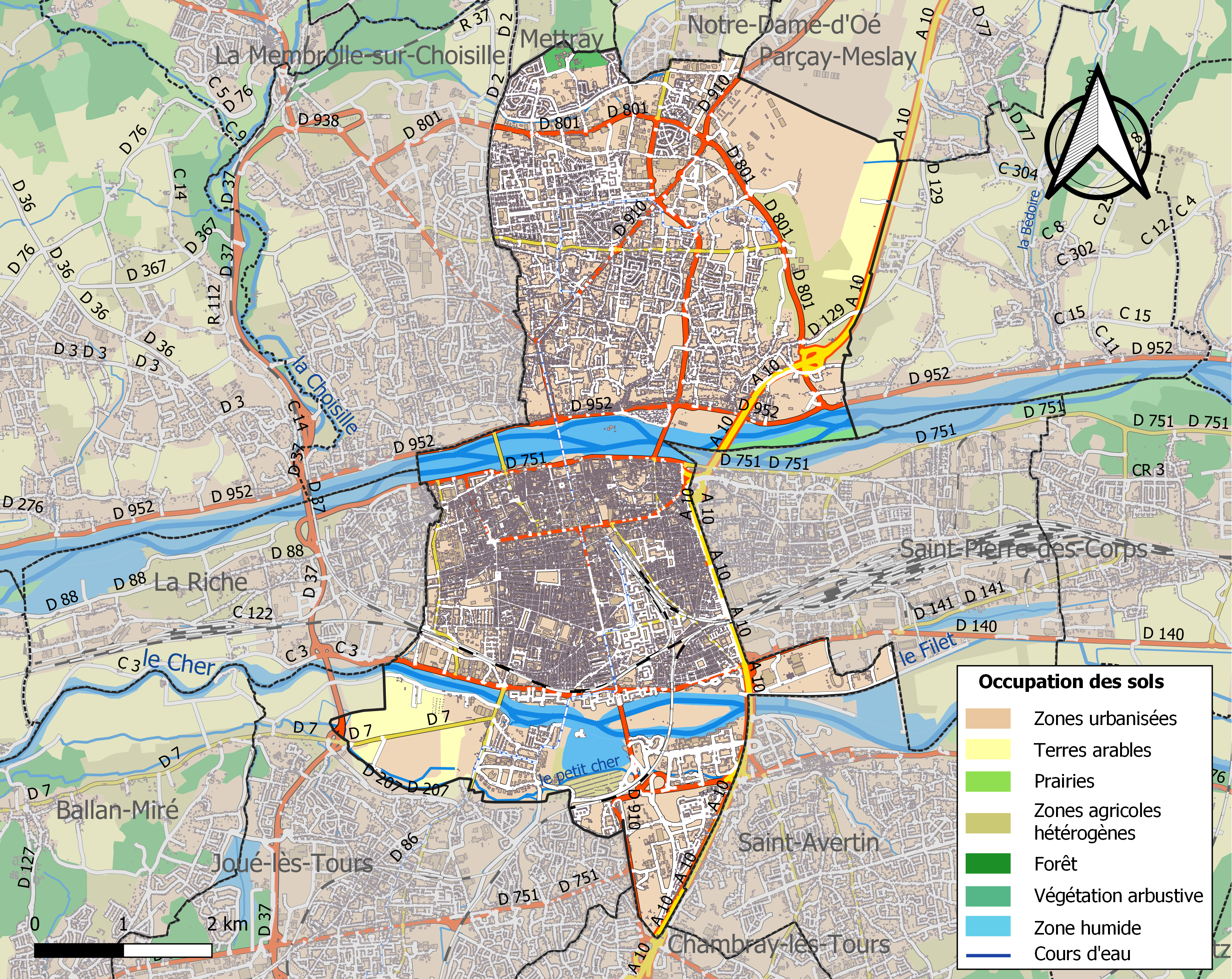
图尔土地利用情况地图

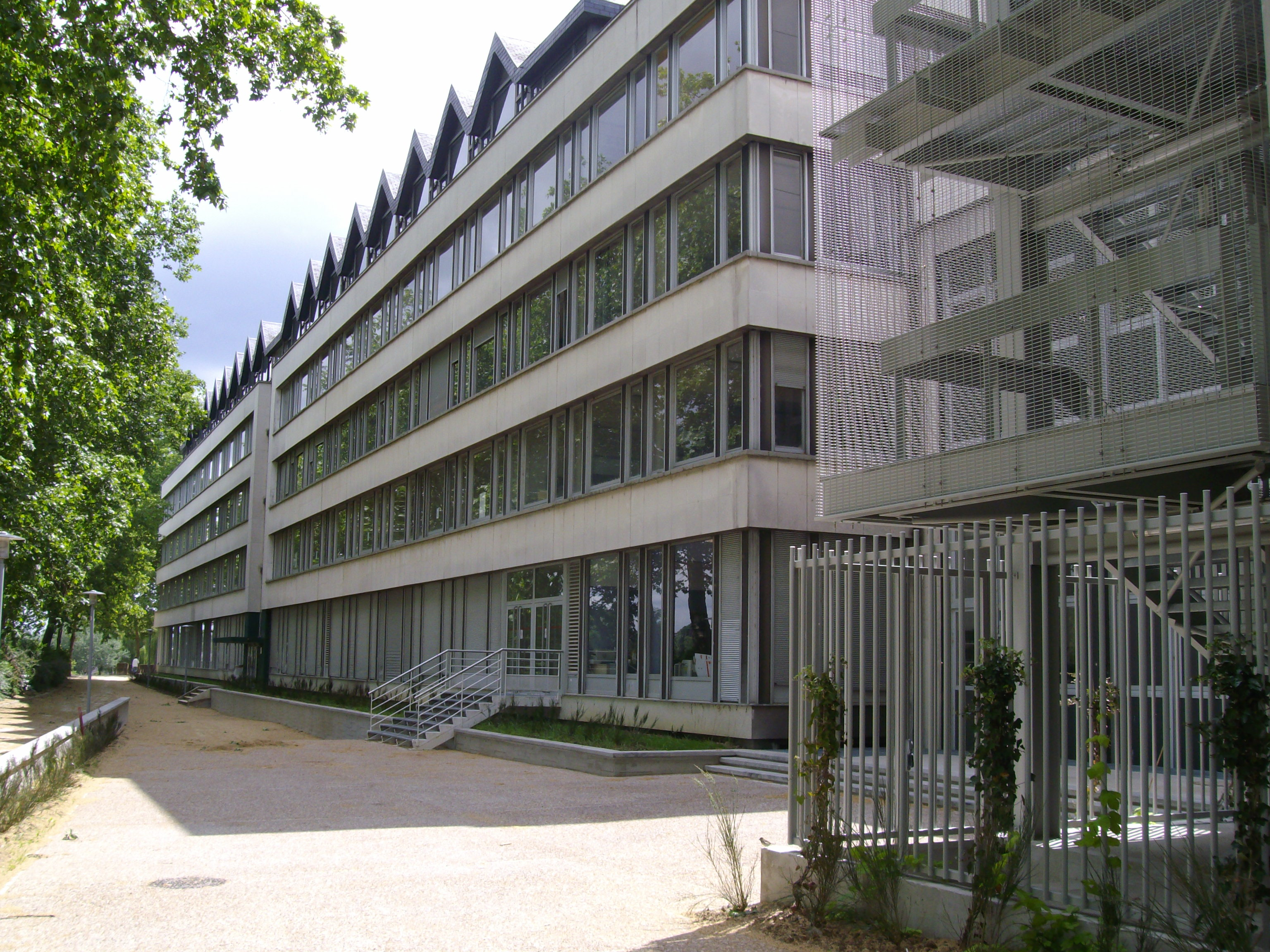
图尔大学文学院

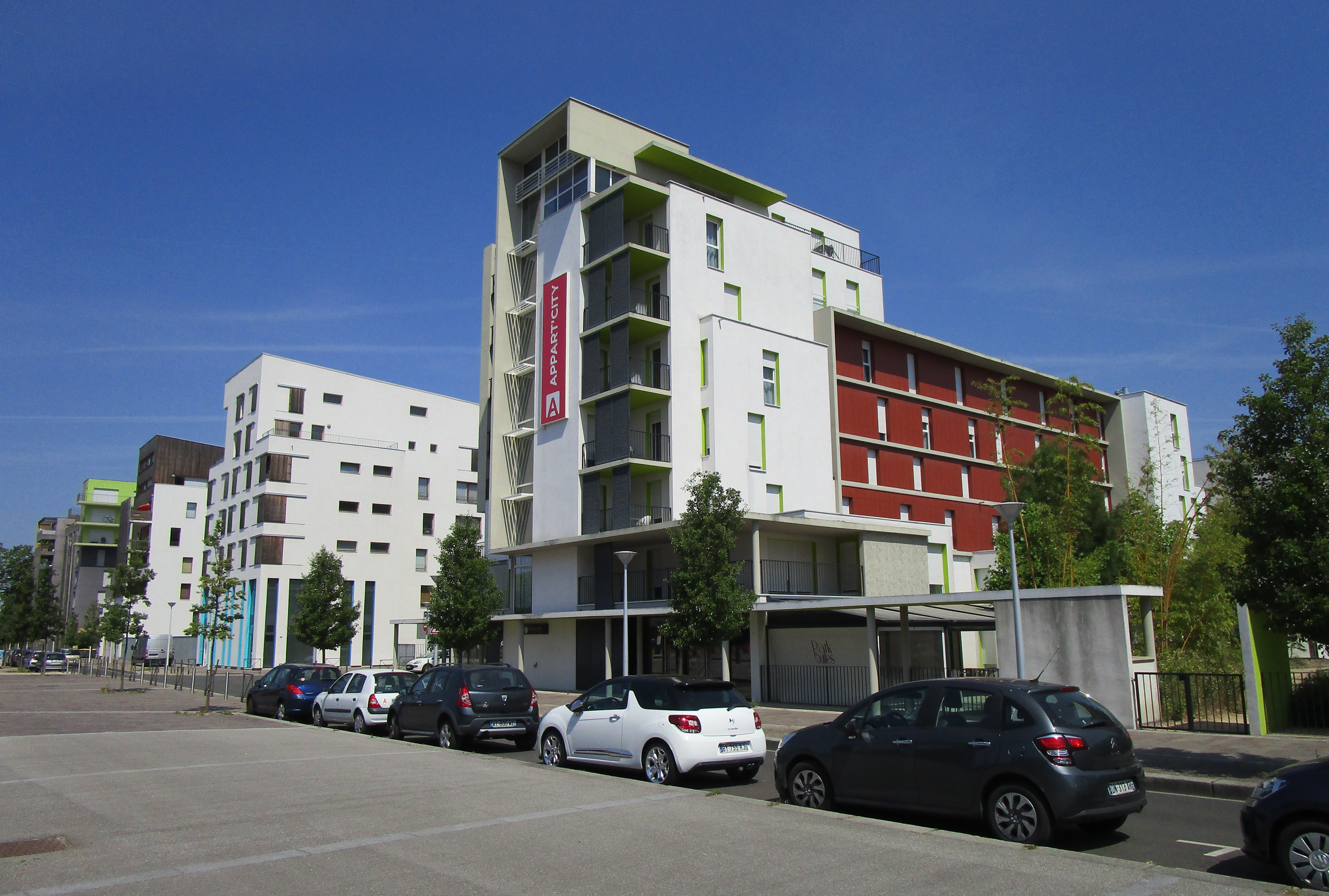
双狮街区

### 教育
图尔属于奥尔良-图尔学区。截至2023年1月1日，图尔境内共有24所幼儿园、44所小学、20所初级中学、11所普通高中、1所农业高中和8所职业高中，其中4所高中开设有大学校预科班。2022至2023学年度，图尔境内共有在校中等教育阶段学生21,005名，其中大山高级中学（Lycée Grandmont）的在校生数量超过2,200人，沃康松高级中学在校生数量亦接近1,300人。2023年，位于图尔市中心的圣乌尔苏拉高级中学的毕业班所有学生通过率为98.9%，平均会考成绩为18.6分（满分20分），是图尔以及整个安德尔-卢瓦尔省平均分数最高的高级中学，在法国2,295所高级中学中排名第224位。
在高等教育方面，图尔是法国西部重要的大学城，在校大学生数量超过3万人。2023年，在由法国《学生日报》发起的“法国最推荐读大学的城市排名”中，图尔位居第六。图尔大学是法国的一所综合性公立大学，也是中央-卢瓦尔河谷院校联盟的成员，该校设有七个二级学院、两所大学技术学院、一个企业管理学院、图尔大学综合理工学院和多个研究所。此外，图尔境内共有七所卫生学校和多所私立高等学府，包括商业管理高等学校和图尔高等商业学校（ESG Tours）等。
在教育设施方面，图尔市区内主要有两个教育园区：一是位于图尔市区以南的大山科教园，主要教育机构包括大山高级中学、图尔大学的各类理工学院以及应用科技学院，另设有由国家扶持建设的学生公寓（CROUS）；二是位于图尔市区西南的双狮科教园，主要包括图尔大学的社会科学类学院和图尔大学综合理工学院。
除此之外，图尔境内还设有大量语言培训机构，包括隶属于图尔大学的外国学生语言培训学校（CUEFEE），以及私立的图赖讷学院、图尔外国语学校（Tours'N'Langue）和图赖讷中文学校（Institut Chinois de Touraine）等。

### 医疗

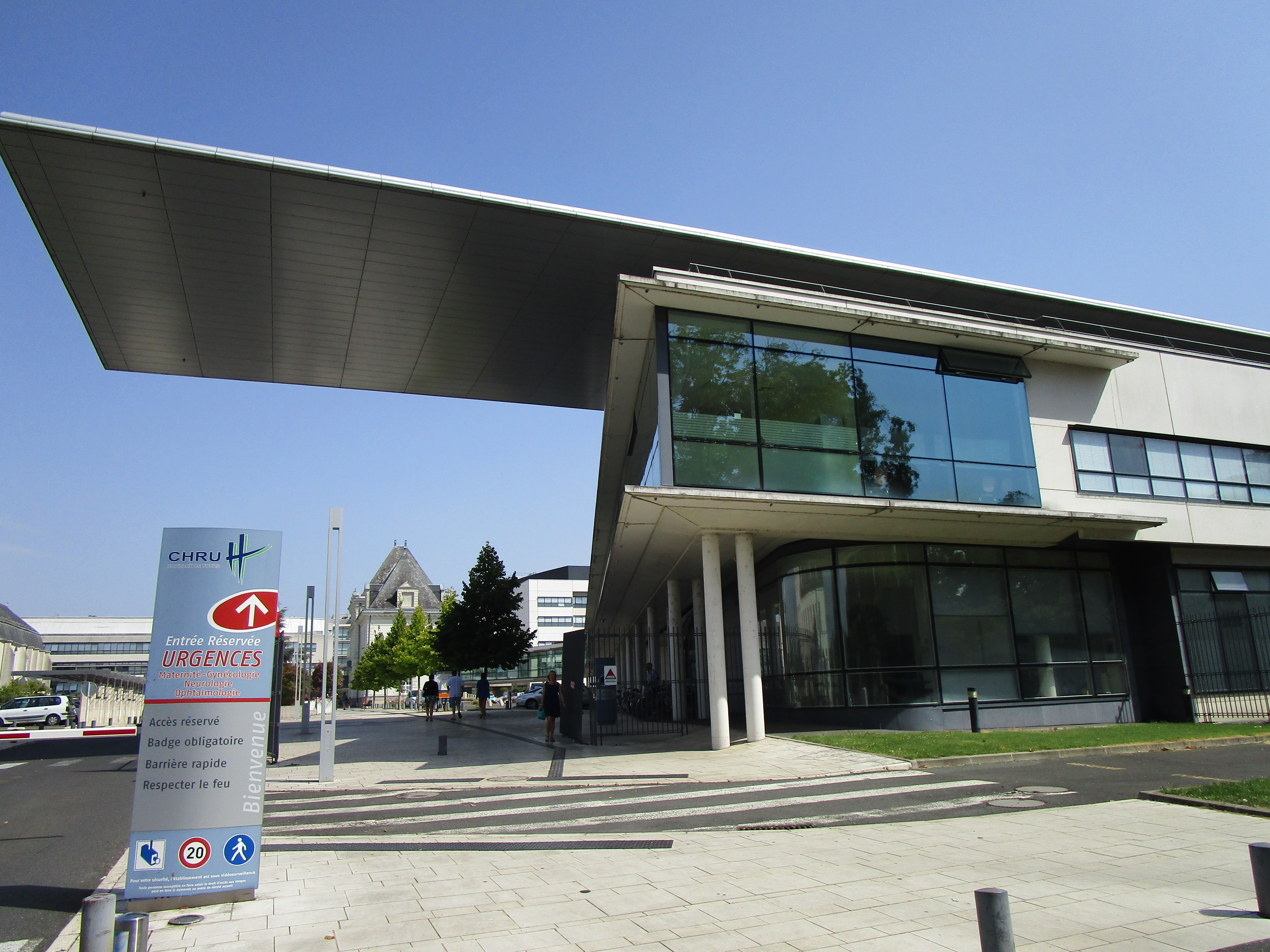
布勒托诺医院

截至2023年1月1日，图尔境内共有全科医生138名、保健师197名、牙医95名、护士120名、耳科医生6名、眼科医生32名、皮肤科医生18名、助产士22名、儿科医生13名和妇科医生8名；在医疗设施方面，图尔境内共有药房50家、养老院21家、残疾人帮扶中心18家。
图尔大学大区中心医院是法国的一个区域性医疗机构及大学教学医院，同时也是图尔及整个中央-卢瓦尔河谷大区员工数量最多的机构，该医院下辖六个附属医院：
- 布勒托诺医院（法语：Hôpital Bretonneau），位于图尔市区西部，设有床位812个，是安德尔-卢瓦尔省规模最大的公立综合性医院[25]。
- 特鲁索医院（Hôpital Trousseau），位于图尔市区南部，和尚布赖莱图尔接壤，设有床位567个[26]。
- 克罗什维尔-儿童医院（Hôpital Gatien-de-Clocheville — hôpital pédiatrique），位于图尔市中心，设有床位213个[27]。
- 埃尔米塔日康复中心（EPHAD de l'Ermitage），位于图尔市区北部的卢瓦尔河右岸，设有床位213个[28]。
- 心理康复中心（Centre Psychothérapique），位于图尔市区东南郊区的圣阿韦坦，设有床位164个[29]。
- 精神病诊所（Clinique Psychiatrique Universitaire），位于图尔西北郊区的卢瓦尔河畔圣西尔境内，设有床位60个[30]。

此外，图尔还有三家私立医疗机构（Clinique）。

### 住房

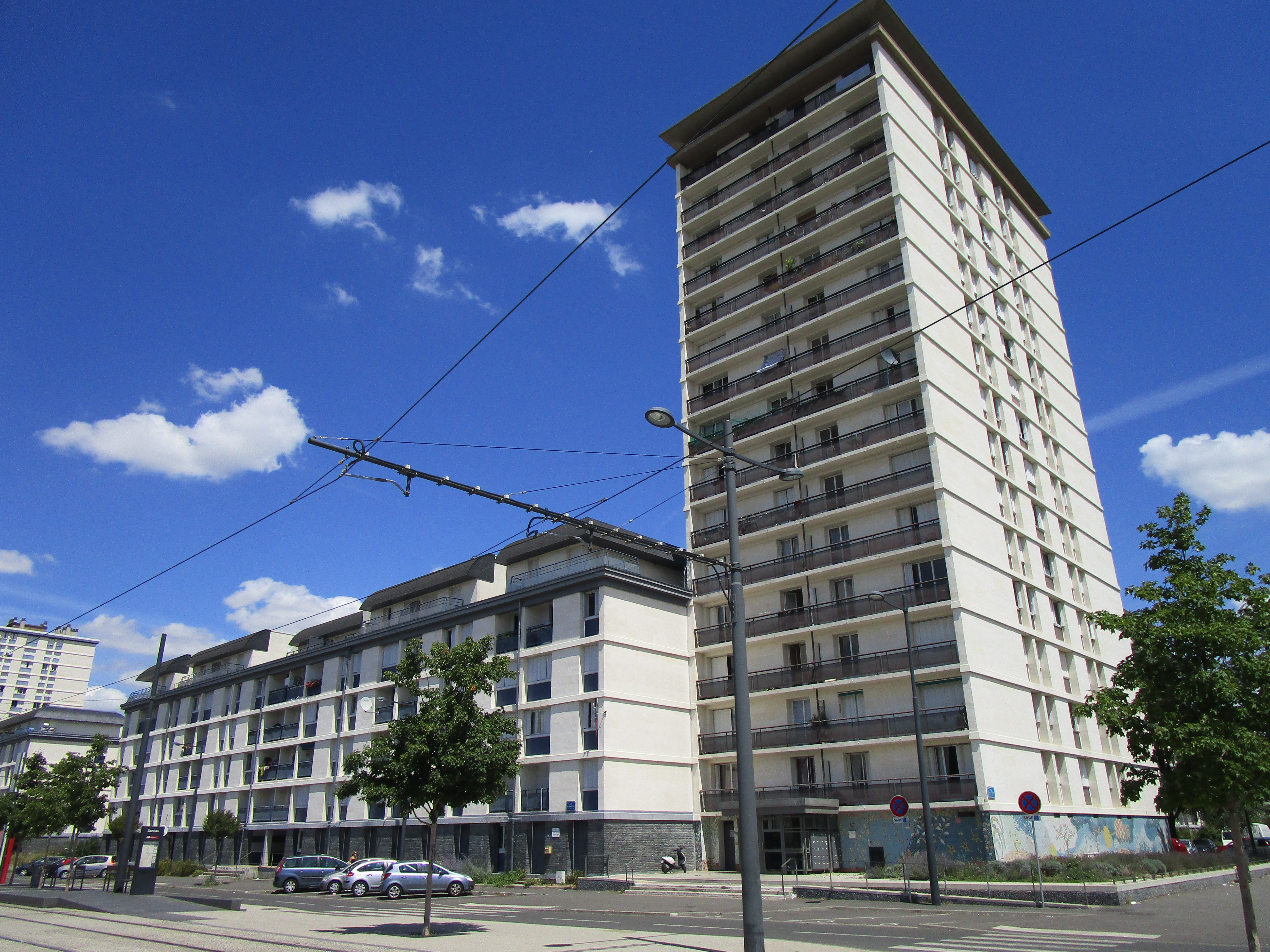
萨尼塔斯街区内的一栋高层建筑

2021年，图尔境内共有各类住房89,709套，比上一年新增1,047套。按照房屋类型分类，图尔境内18.7%为独立式住宅，多分布于卢瓦尔河右岸的圣桑福里安街区，80.2%为集中式住宅，主要分布于老城、市区南部以及欧罗巴街区；按照住户类型分类，图尔境内的房屋所有者和租房客占比分别为32.2%和66.2%，常住房屋占图尔市镇范围内居民建筑总量的85.9%；按照房屋大小分类，图尔有9,192户住房的居住面积小于30平方米，4,228户住房的居住面积超过120平方米；按照住房年限分类，图尔境内1919年以前和2005年以后修建的房屋总数分别为5,895户和9,222户。
2023年，图尔的居住税率为22.42%，不动产税率为43.44%（其中空置土地的不动产税率为40.03%）。
在住房保障政策方面，2023年，图尔境内共有47,330户家庭获得了家庭津贴补助，受益人数占总人口数量的34.1%，其中31,260份为房租补助。图尔地区的房屋建设及管理事务由都会区联合各级政府协调负责，其中图尔市政府为低收入群体提供保障性住房，下设多个房产管理机构。此外，2019年，图尔市政府还通过了总投资达1.28亿欧元的萨尼塔斯街区居民楼综合整治计划，旨在提高当地居民生活质量。2024年6月24日，图尔都会区通过了“区域住房纲领”（PLH），该文件为当地2024—2029住房建设及改造提供了指导性意见。

### 商业

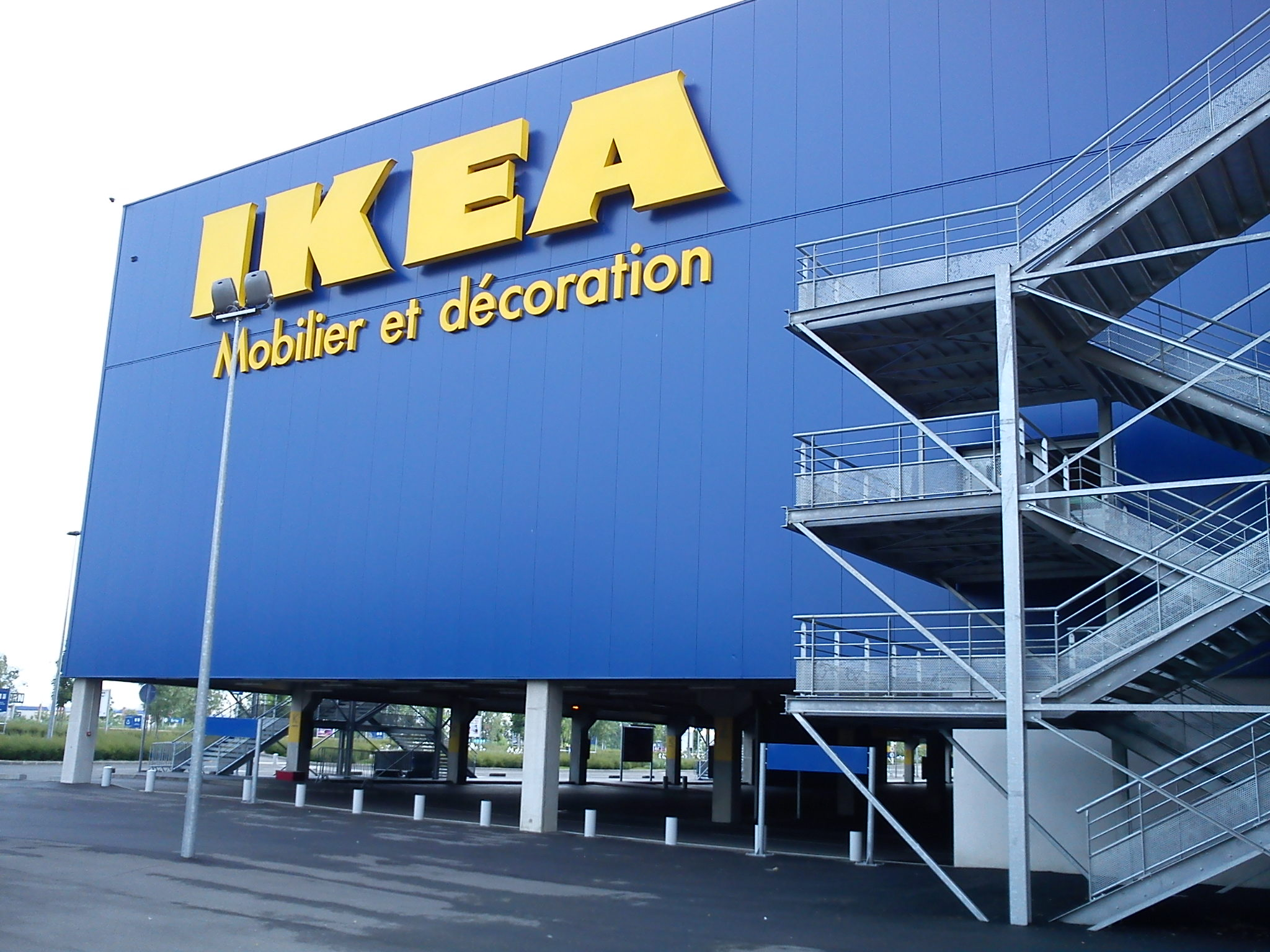
位于图尔市区东部的宜家商场

2021年，图尔境内共有各类实体商铺3,014家，其中餐厅622家、大型超市40家、杂货店64家、面包房81家、肉铺40家、书店36家、装饰品店11家、银行门店100家、美容美发店213家、汽车维修店87家。
在商业方面，图尔的个体性中小型商铺主要分布在图尔老城的国民街两侧及图尔集市大堂附近，图尔火车站一带则有Intermarché便民超市、丝芙兰专卖店、春天百货等商铺，连接波尔多街和厄尔特卢大街的“大通道百货街”于1952年建成。图尔境内面积最大的购物广场及商业街区为位于图尔市区北部的“小拱廊楼商业中心”（Centre commercial La Petite Arche），其核心为欧尚大型购物超市，周边则有Intersport、迪卡侬、Darty、Leroy Merlin、Cultura等多家购物中心。此外，与图尔相邻的尚布赖莱图尔和圣皮埃尔代科尔境内也有大型购物广场。

### 媒体

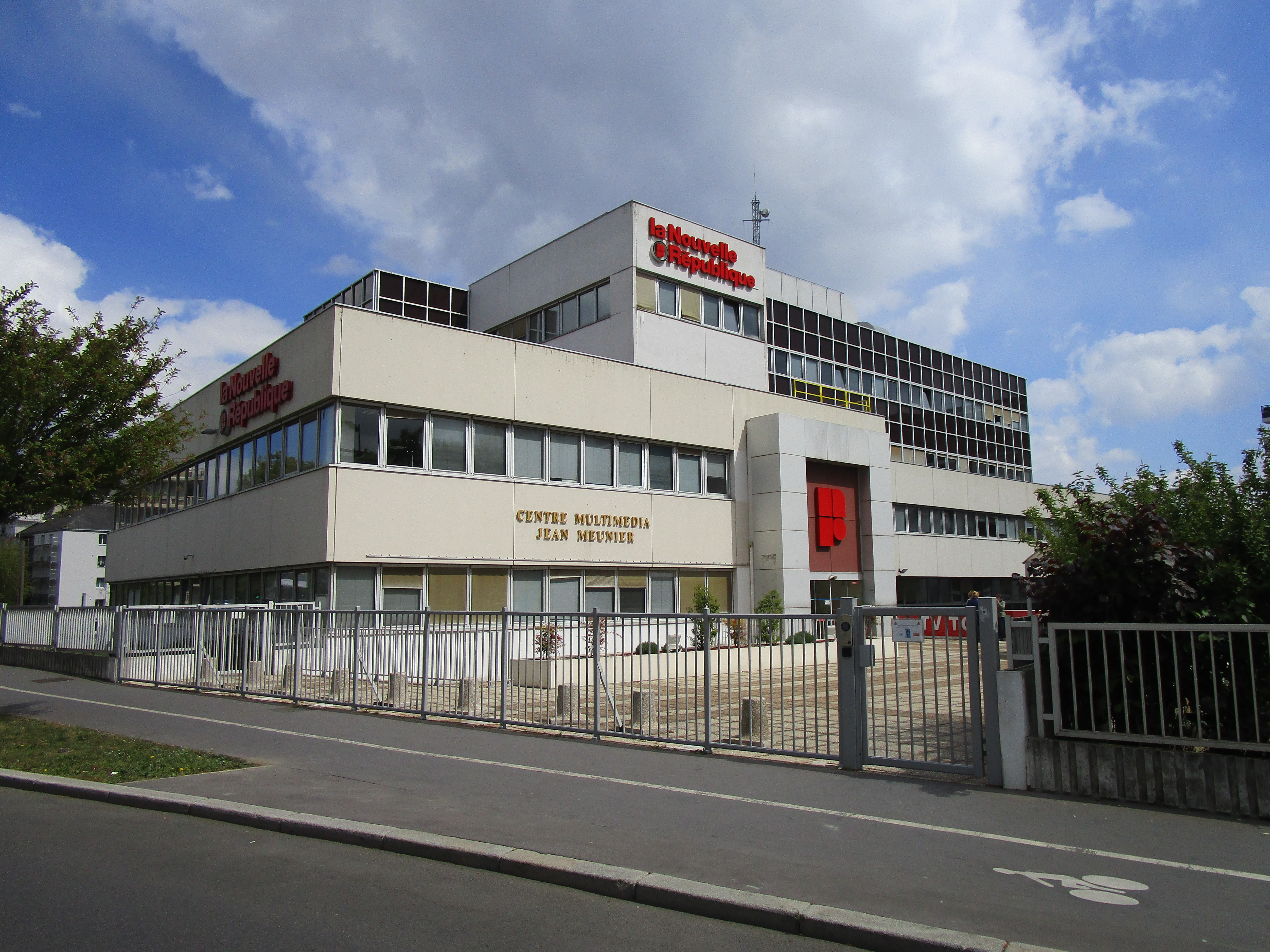
中西部新共和报总部大楼

图尔是法国的一个传媒中心，法国主要的媒体均可在图尔接收，其中在图尔境内设有分台的广播电台包括NRJ、RTL2和真爱广播。图尔-卢瓦尔河谷电视台是一家地方性电视台，总部位于图尔市区，主要覆盖区域为安德尔-卢瓦尔省和卢瓦-谢尔省。法国电视三台下属的中央-卢瓦尔河谷大区频道（France 3 Centre - Val-de-Loire）在部分时段播出图尔所在安德尔-卢瓦尔省的地方新闻。此外图尔还有一些地方性的小众广播，如贝通广播等。
图尔地区发行量最广的地方性报纸为《中西部新共和报》，其总部位于图尔市区，发行范围覆盖了法国中西部共五个省份（安德尔-卢瓦尔省、安德尔省、卢瓦-谢尔省、德塞夫勒省、维埃纳省）。此外，《图尔部落》和《37度》（37 degrés）均为图尔的地方性生活类刊物，在一些公共场所可供读者自由阅览。图尔市政府亦编辑发行月刊《图尔杂志》（Tours Magazine），免费向当地居民发放。
在网络社群方面，图尔市政府及图尔旅游局、图尔大学、图尔公共交通网等组织机构在Facebook、Instagram、X、Youtube等社交平台均开设有官方账号。Facebook上的（中文意为“如果你来自图尔”）群组是图尔地区人数最多的社交网络平台。截止2025年2月，该群组的成员数量超过9.2万。

### 环境
图尔的环境事务由其所属的图尔-卢瓦尔河谷都会区联合各级政府协调负责，其中当地的水环境及污水处理事务由都会区直属机构负责，截至2025年都会区内共有16座污水处理站，污水管网总长度达1,309公里。图尔的生活垃圾处理事务由都会区提供收集和清理服务，该区域内共有七处垃圾处理站，其中一处位于图尔市区北部。
2021年，图尔境内共有10家污染企业。在环境和污染物监测方面，图尔境内设有一处大气环境监测点，该站点2021年测得一氧化碳浓度平均值为208.2µg/m³，低于法国平均水平；2023年测得二氧化氮浓度平均值为15.6µg/m³和颗粒物平均值为17.6µg/m³，均略高于法国平均水平；此外该站还曾于2011年测得臭氧浓度平均值为50µg/m³，略低于当年的法国平均水平；图尔境内亦设有一处水环境监测点，该站曾于2016年测得汞化物浓度为0.01µg/L，2022年测得水体坤化物浓度为1.9µg/L，2023年测得硝酸盐浓度为2.9mg/L，并测得磷酸三正丁酯浓度为0.01µg/L，以上数值均低于同期法国平均水平。

### 治安
2021年，图尔市镇范围内共有三个派出所和一个国家宪兵队。安德尔-卢瓦尔省消防救援（SDIS d'Indre-et-Loire）总部位于图尔西北郊的丰代特境内。法国空军705图尔基地建立于1915年，其营地驻扎于图尔机场，因其占地面积过大影响城市发展而于2020年春季关闭，部分机构外迁至法国西南部城市干邑。
2023年，图尔市镇范围内累计记录各类案件9,318起，其中盗窃类案件4,870起，人身侵犯类案件2,320起，毒品交易类案件705起。

## 文化
2023年，图尔境内共有4家剧场、4家电影院、6家博物馆和1家音乐厅。图尔市政图书馆位于图尔市中心的卢瓦尔河畔，建成于1957年，是图尔主要的公共文化场所，每周二至六向公众开放。除此之外，图尔境内还有四家图书馆和两家多媒体中心（Médiathèque），可供当地居民就近前往。

### 建筑

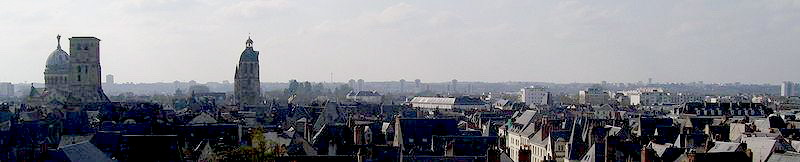
图尔老城天际线

在法国建筑学上，图尔被称为“白蓝之城”，因其境内的传统建筑多采用白色石灰华和蓝色板岩作为外墙和屋顶的装饰材料而得名。按照建设年代，图尔境内现存的建筑物大致可分为三类：一是古典时期建筑，修建于中世纪以前，代表建筑为图尔古城墙遗址，该城墙兴建于高卢-罗马时期，是图尔市区内现存的历史最悠久的建筑物之一，于1921年被列入法国文物保护单位；二是传统时期建筑，修建于中世纪初至工业革命前，图尔境内的传统宗教类建筑物多可归为此类；三是近现代建筑，一般修建于18世纪以后，代表建筑有由法国建筑师莱昂·罗阿尔（Léon Rohard）仿照巴黎歌剧院进行建设的图尔大剧院、图尔美术博物馆、图赖讷商会和图尔火车站等，其中图尔火车站主体建筑建成于1846年，2018年曾被提名为“法国最美的火车站”候选车站。进入21世纪，一些带有现代主义的建筑也开始在图尔出现，例如由法国现代艺术家格扎维埃·韦扬设计的怪兽广场（Place du Monstre），以及2010年初建成的位于双狮街区的“安静时光”（L'heure Tranquille）商业中心。黄金三十年期间，图尔市区和近郊陆续建成了多处集中式居民楼，主要集中于萨尼塔斯、凡尔登、欧罗巴等街区。位于卢瓦尔河门的希尔顿酒店双塔高27米，是图尔老城的标志性现代建筑，于2021年建成，该建筑因其风格与周边环境有所差异而受到批评。
截至2025年2月，图尔境内共有151处建筑被列入法国国家文物保护单位，包括圣玛尔定圣殿、圣儒略堂、图尔市政厅、图尔城堡、图尔美术馆等。

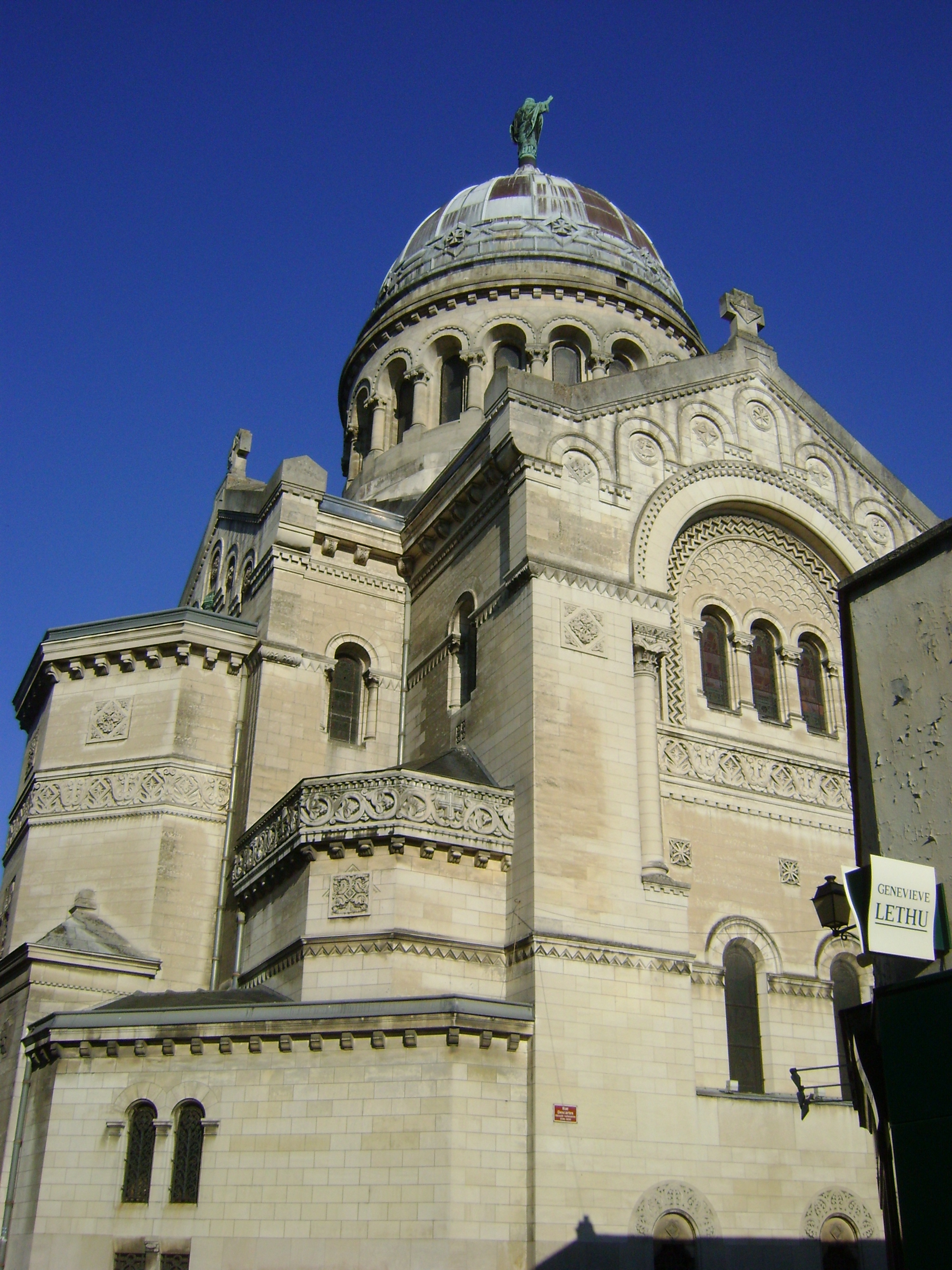
圣玛尔定圣殿
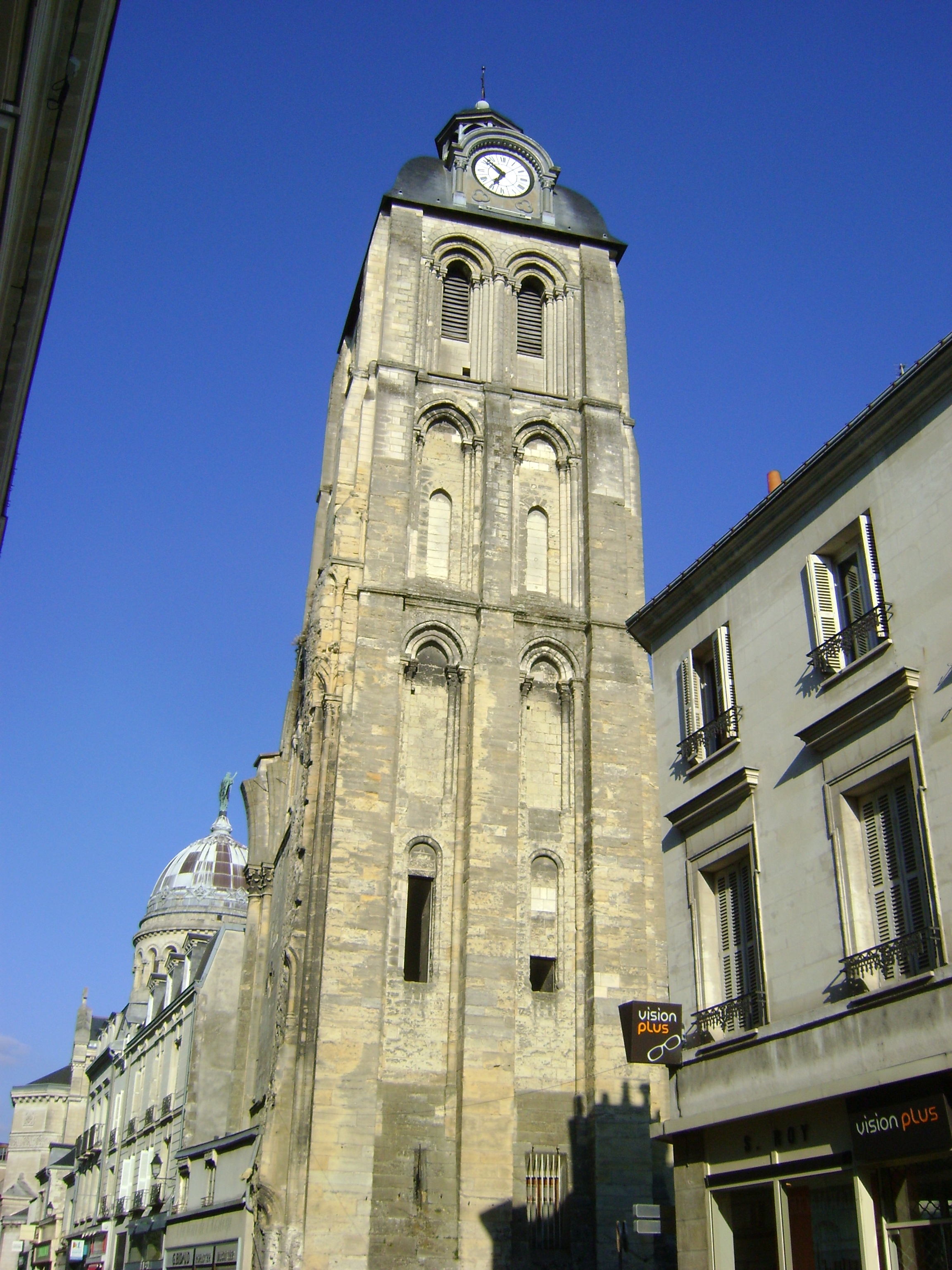
图尔钟楼
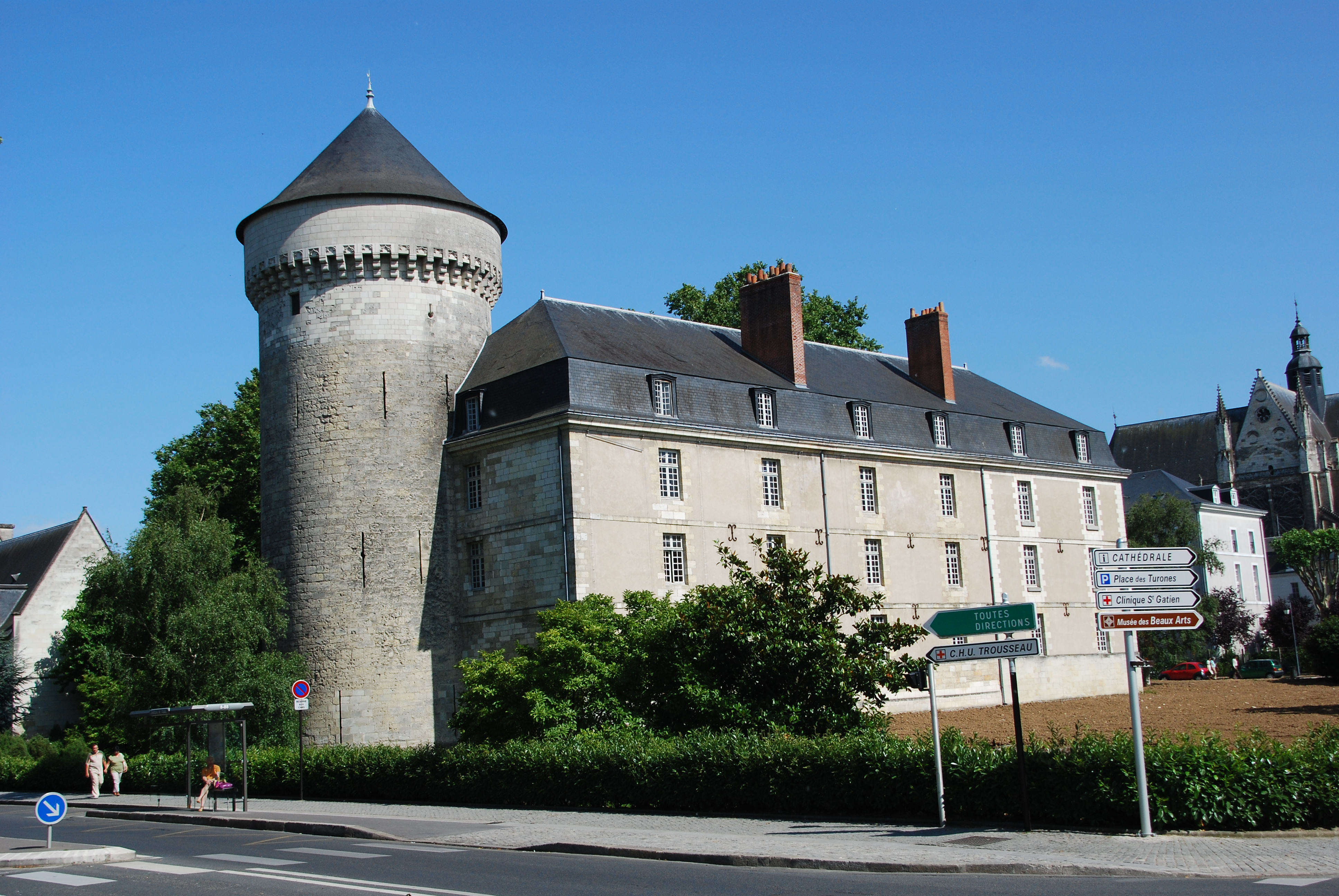
图尔城堡
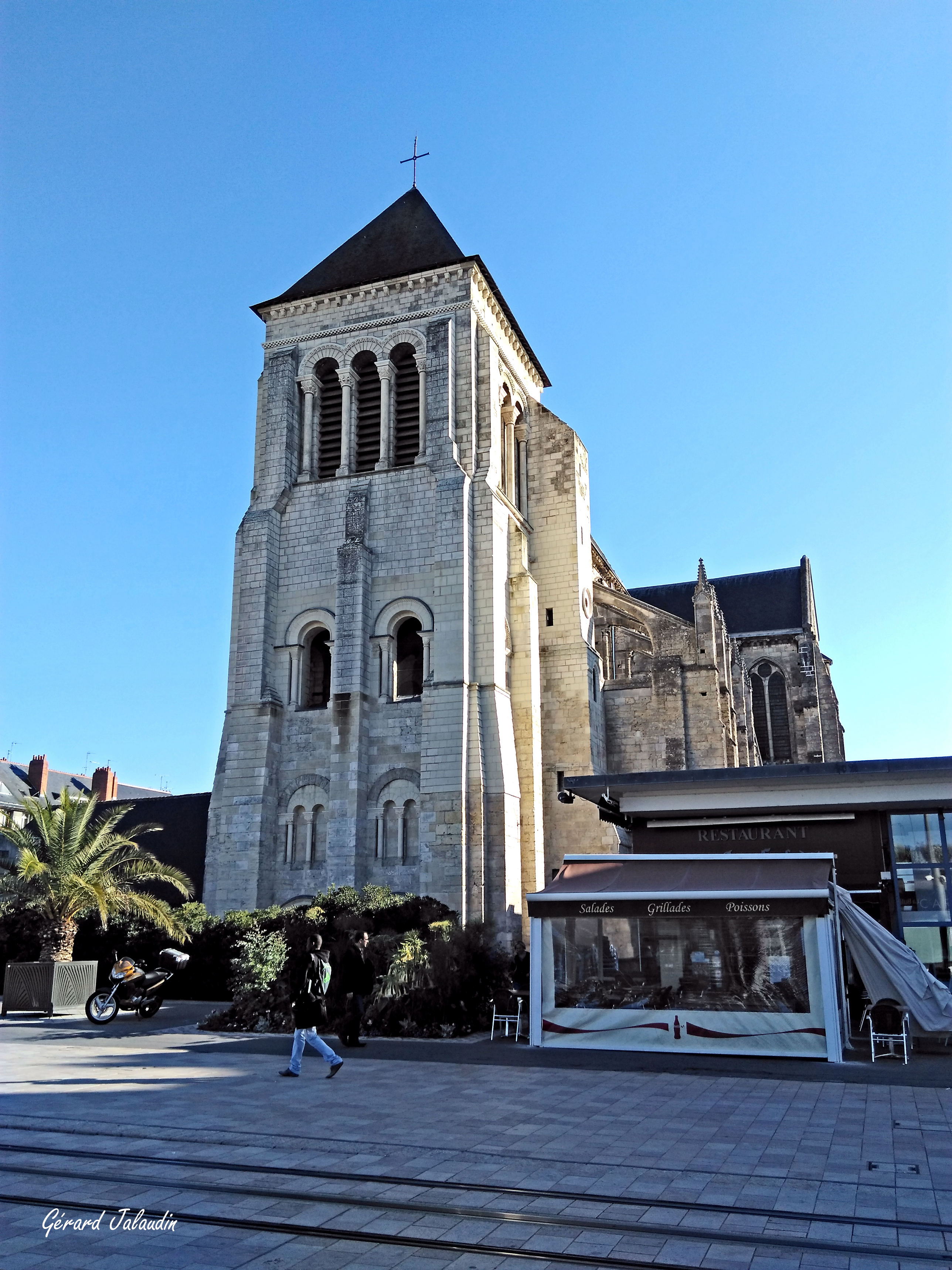
圣儒略堂
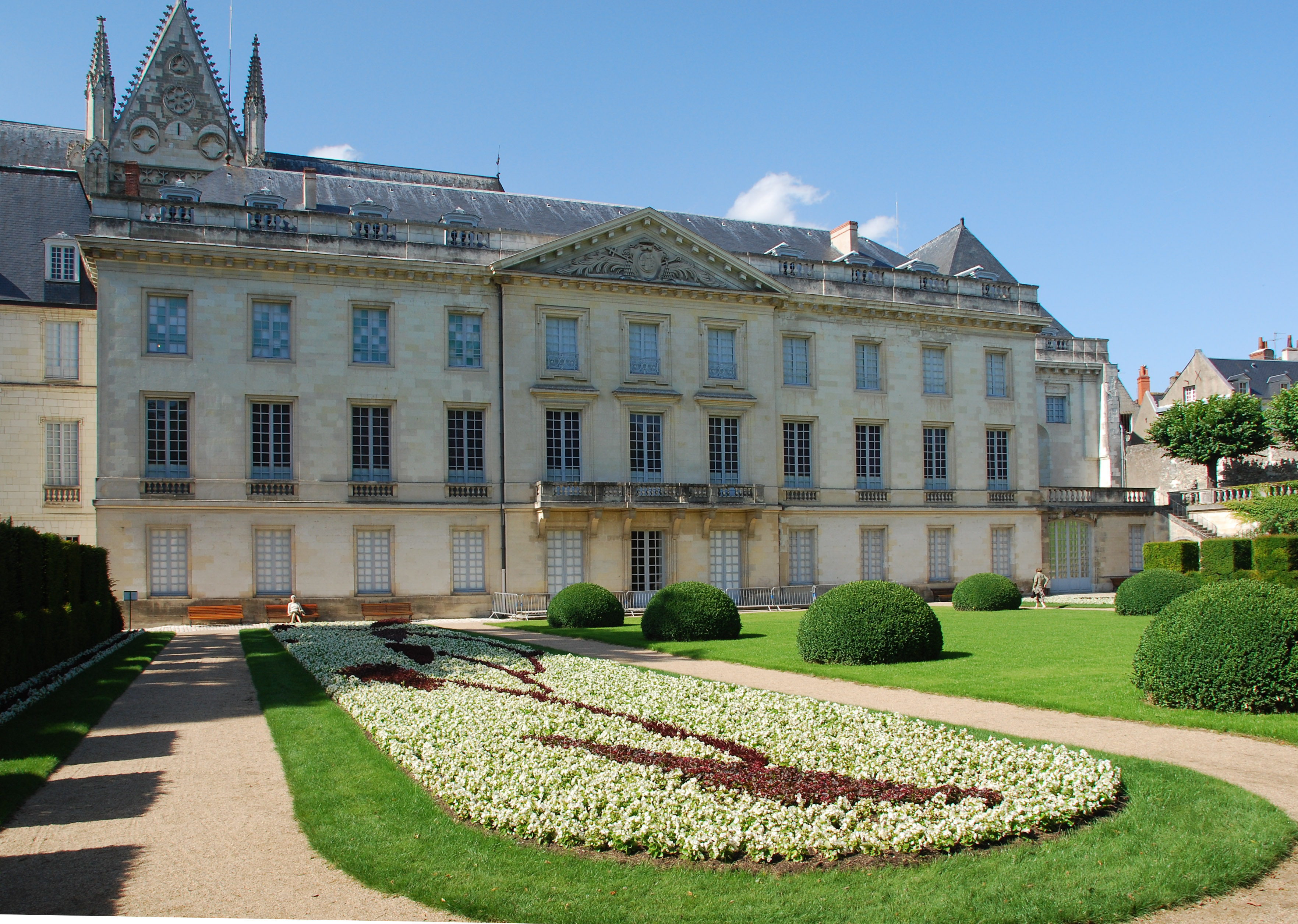
图尔美术馆
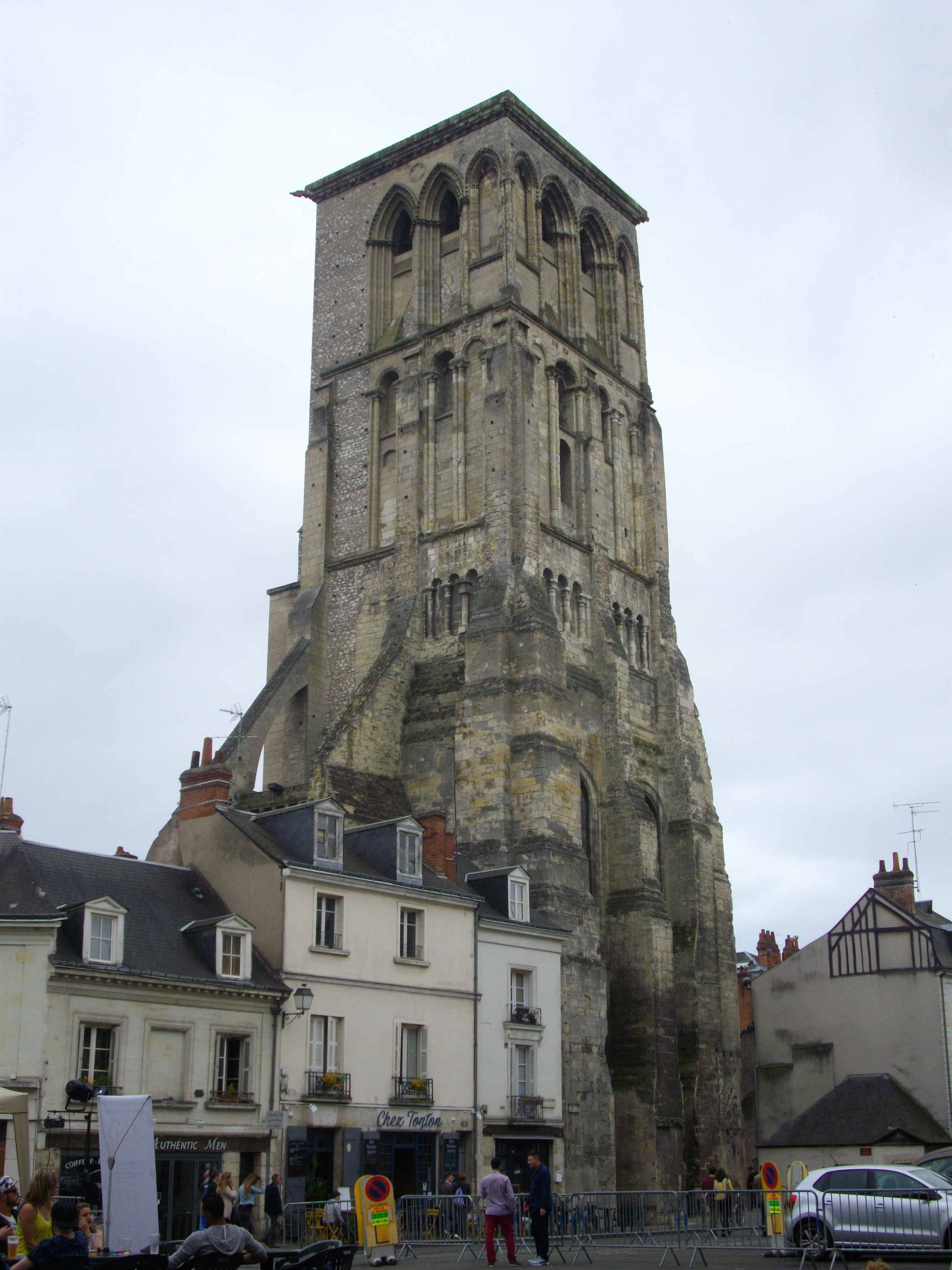
查理曼塔
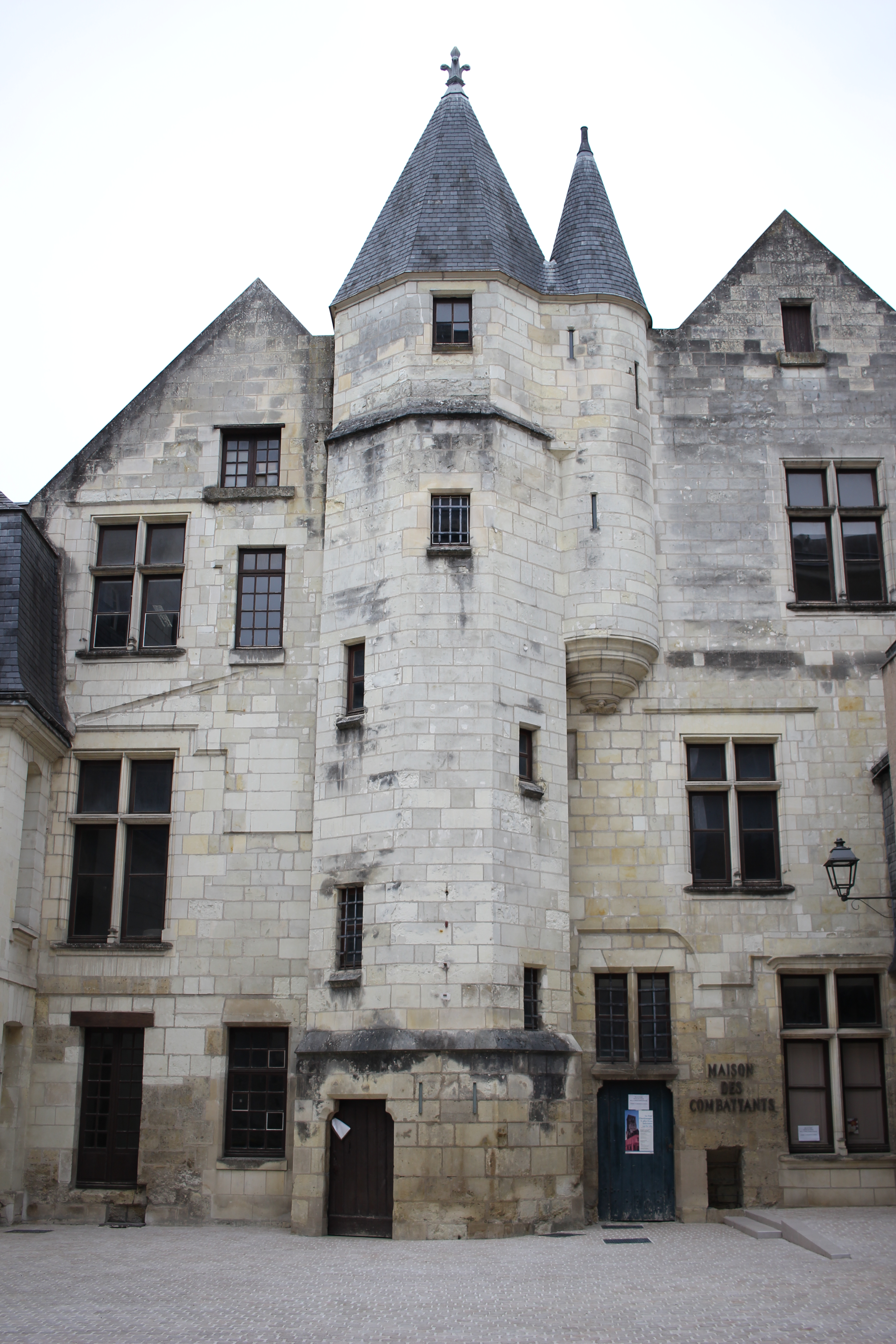
图赖讷公爵府
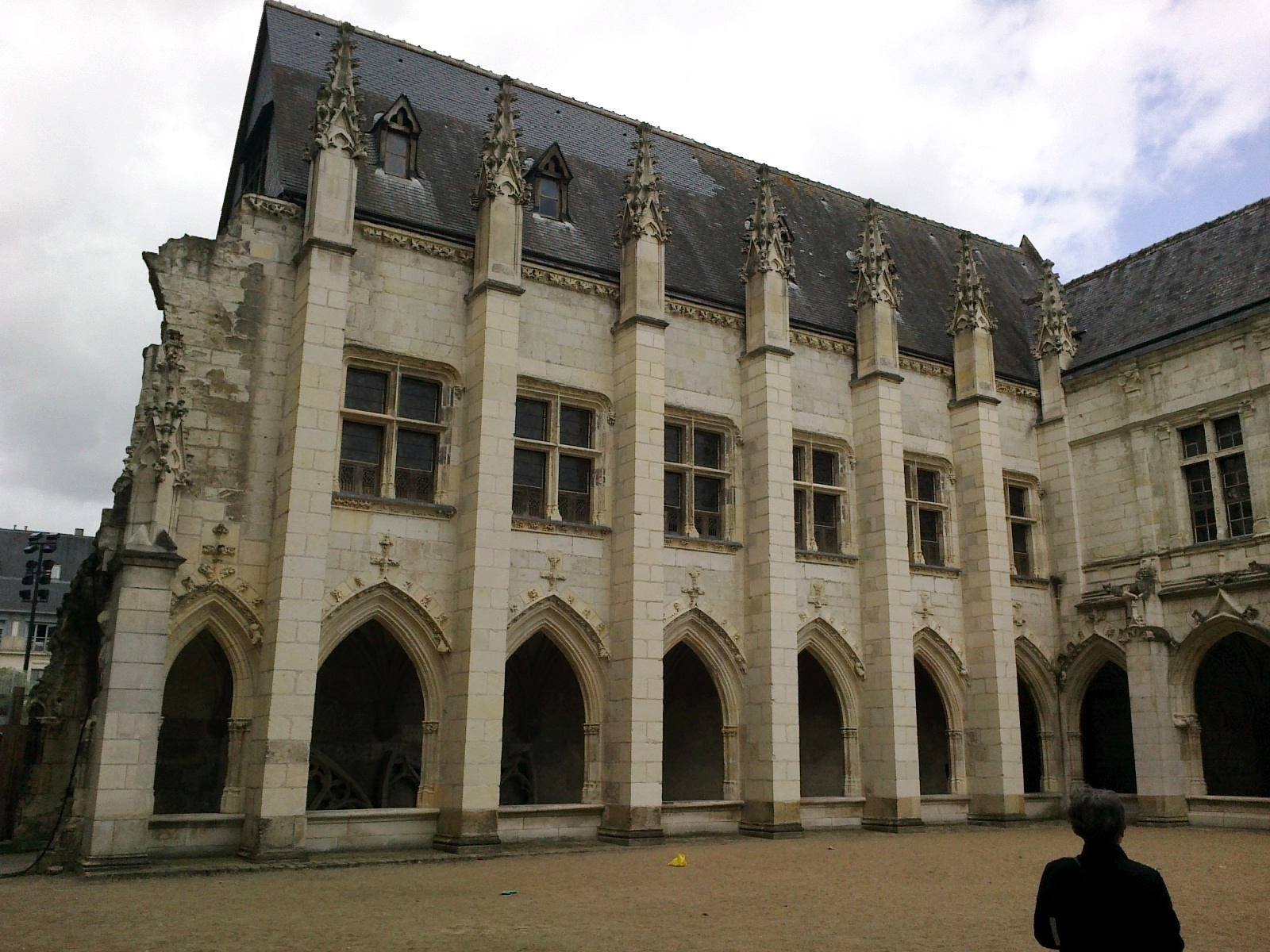
普沙雷特回廊
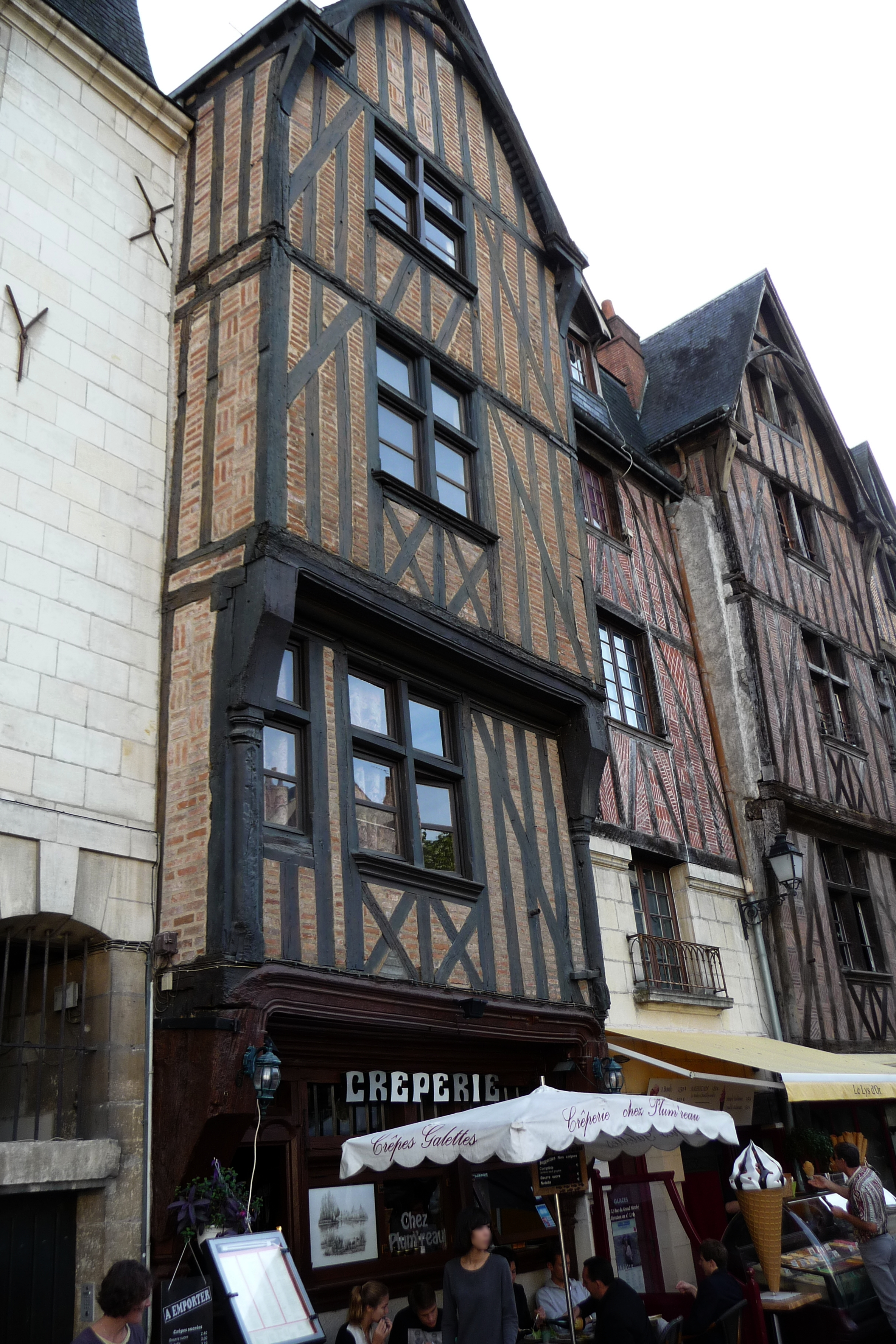
传统民居

### 旅游
图尔是法国西部重要的旅游城市之一，是法国历史文化名城，同时也是卢瓦尔河谷城堡群中人口数量最多的城市，当地的多处旅游景点及餐厅被米其林旅游指南带星推荐。2019年，图尔及其都会区共接待旅客数量超过190万人次，是本地人口数量的近五倍。2024年的《米其林指南》发布会亦在图尔举办。
图尔境内的旅游景点以人文历史景观为主，代表性的旅游景点包括图尔主教座堂、圣马丁圣殿、图尔城堡等。此外，图尔也是前往昂布瓦斯、舍农索、维朗德里等卢瓦尔谷城堡的重要中转站。
图尔的旅游事务由其所属的图尔-卢瓦尔河谷都会区联合各级政府协调负责。2024年，图尔境内共有49家酒店共计2,185间房间，其中包括1家五星级酒店、8家四星级酒店、14家三星级酒店、20家二星级酒店、2家一星级酒店和4家未评星级酒店；距离图尔最近的露营地位于圣阿韦坦境内，后者可容纳共110辆露营车。

### 体育

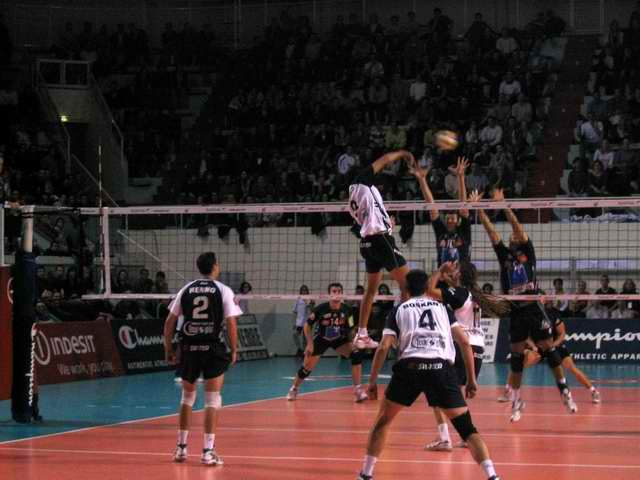
比赛中的图尔排球队

2023年，图尔境内共有4家游泳池、31间体育馆、25座综合体育场、4处网球场、16处足球或橄榄球场、11处篮球或排球场以及1处高尔夫球场。图尔市政体育中心位于萨尼塔斯街区，是图尔境内最大的综合性体育训练基地；谢尔河谷球场位于谢尔河北岸，是图尔足球俱乐部的主场，可容纳超过1万名观众。
图尔的团体运动项目以排球最为著名，图尔排球俱乐部成立于1940年，截至2025年共获得11次法国排球杯冠军和9次法国排球甲级联赛冠军，是获得该项目冠军次数最多的球队，同时也曾多次在欧洲排球联赛中获得奖项；图尔橄榄球俱乐部成立于1898年，是图尔建队时间最长的团体体育俱乐部之一，其主队2024至2025赛季参加法国橄榄球全国乙组联赛；图尔都会篮球俱乐部成立于1925年，现参加法国男子篮球全国联赛（法国第三级别），其主场为蒙孔塞伊体育馆。
在足球方面，图尔是安德尔-卢瓦尔省足球协会的总部所在地。截至2025年2月，图尔境内共有10家注册足球俱乐部。图尔足球俱乐部（编号504917）成立于1919年，曾在20世纪80年代连续四个赛季参加法国甲级足球联赛，但后因发挥不佳，于2019年降级至法国戊级足球联赛，成为了业余球队，此后该俱乐部又出现了一系列的财政问题，最终于2025年2月破产解散
除了团体性的体育项目外，图尔地区因地势较为平坦，故也适合开展田径类的运动。图尔10公里与20公里是一项全民长跑比赛，每年9月举办；巴黎-图尔自行车赛创办于1896年，是法国重要的区域性自行车赛事之一。除此之外，以“畅游卢瓦尔”为代表的休闲运动在图尔地区有了较快的发展，同时也成为了当地的一个旅游项目。

### 饮食
图尔的地方饮食特点和法国大部分地区相同，代表性的地方食物包括图尔腊肉、腊肉酱（Rillons）、牛轧糖、奶酪等。图尔所在的卢瓦尔河谷也是法国重要的红酒产区。在2017年的一次评选之中，图尔被法国媒体认作是“法国四大美食之都”之一。具有图尔地方特色的餐厅主要分布于图尔老城内，而传统的法餐则分布于让·饶勒斯广场与国民街一线。除此之外，图尔境内亦有大量的外来菜餐厅，主要包括以披萨为代表的意大利菜系、以阿拉伯烤肉为代表的个体快餐和以肯德基、麦当劳、汉堡王和O'tacos等为代表的连锁快餐。一些带有东亚特色的餐厅也开始在图尔出现。

### 语言
图尔位于奥依语区。因其地理位置远离边境地区，与外族交流相对较少；加之其历史上文人墨客云集，图尔也通常被认为是最接近法语标准发音的地区。

### 节日活动

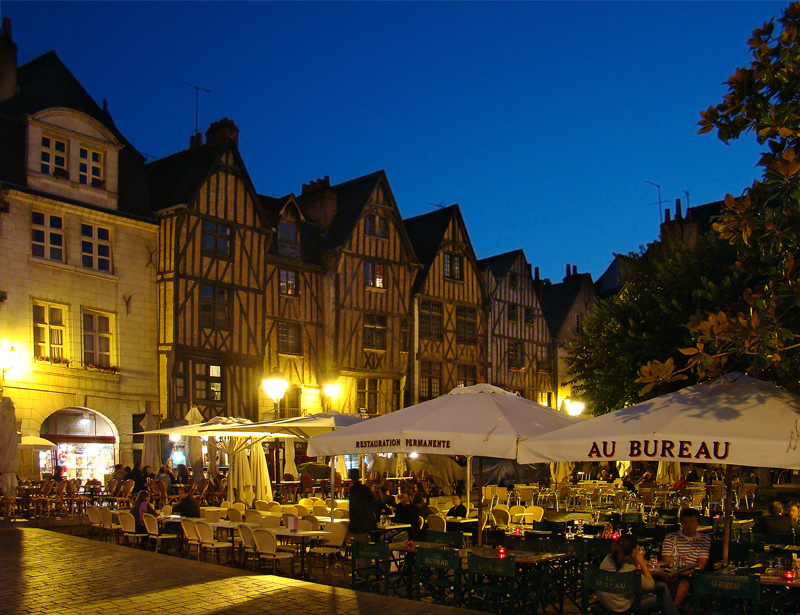
图尔老城的普吕默罗广场

图尔的地方性节日主要集中在夏季举办，其中欲望... 欲望创办于1994年，是一个以电影为主题的地方性文化活动；图尔美洲电影节是一个以美洲电影为主题的电影展览；图尔欧卡尔是一个音乐节，因在卢瓦尔河当中的欧卡尔岛上举办而得名；大蒜与茴香集市是一个以调味料为主题的农业展览和集市，每年7月26日举办。而在冬季，图尔的圣诞集市也是一个重要的文化活动。除此之外，图尔还不定期举办各类主题性节日或展览，如全民马拉松、骄傲游行，以及作为姊妹城市交流而举办的洛阳牡丹图尔博览会等。

### 宗教
图尔是同名教省的首府，圣瑪爾定圣殿和主教座堂为图尔现有的主要两个天主教朝圣地。此外，图尔境内还有8处天主教宗教场所，多以聖堂为主。
图尔境内共有三处穆斯林祷告场所，其中图尔大清真寺（Grande Mosquée de Tours）建成于2012年，是图尔境内规模最大的清真寺。
根据史料记载，公元6世纪就已有犹太人出现在图尔，自19世纪起逐渐形成犹太社团，图尔犹太会堂（Synagogue de Tours）是其主要的宗教活动中心，该会堂也是法国文物保护单位。

## 相关人物
法国作家奥诺雷·德·巴尔扎克、建筑师维克多·拉卢、汽车工程师艾米利·德拉艾和足球运动员賓納·林馬出生于图尔。

## 对外交流
截至2025年2月，图尔共有八座姊妹城市、四座友好城市和三座交流合作城市，另有五个国家在图尔设有领事馆。
| - 德国 鲁尔河畔米尔海姆（1962年） - 西班牙 塞哥维亚（1972年） - 義大利 帕尔马（1979年） - 中国 洛阳市（1982年） - 加拿大 三河市（1987年） - 日本 高松市（1988年） - 羅馬尼亞 布拉索夫（1990年） - 美国 明尼阿波利斯（1991年） | - 斯洛維尼亞 马里博尔（1997年） - 摩洛哥 马拉喀什（2003年） - 匈牙利 松博特海伊（2003年） - 布埃特港（2022年） - 葡萄牙 波尔图（2014年） - 中国 西安市（2016年） - 水原市（2019年） |

### 领事馆
- 德国驻图尔领事馆
- 匈牙利驻图尔领事馆
- 波蘭驻图尔领事馆
- 比利时驻图尔领事馆
- 葡萄牙驻图尔领事馆

### 文献网站
- INSEE. . insee.fr.   [2025-02-08] （法语）.

### 分类资料
- 历史类

1. ↑  Mathieu Giua. . 37degres-mag.fr. 2017-09-27  [2019-07-01]. （原始内容存档于2019-07-03） （法语）.
2. ↑  multimedia.inrap.fr. . multimedia.inrap.fr.   [2019-07-05]. （原始内容存档于2019-07-05） （法语）.
3. ↑  multimedia.inrap.fr. . multimedia.inrap.fr.   [2019-07-05]. （原始内容存档于2019-07-05） （法语）.
4. ↑  ville de Tours. . tours.fr.   [2025-02-09]. （原始内容存档于2024-11-10） （法语）.
5. ↑  . histoire-immigration.fr. 2011-02-08  [2024-03-15]. （原始内容存档于2023-04-05） （法语）.
6. ↑  Le Monde. . lemonde.fr. 2015-06-05  [2024-03-15]. （原始内容存档于2023-08-04） （法语）.
7. ↑  . lanouvellerepublique.fr. La Nouvelle République. 2018-06-03  [2024-03-15] （法语）.
8. ↑  . herodote.net.   [2024-03-15] （法语）.
9. ↑  Marie-Pierre Laffitte, Charlotte Denoël, Marianne Besseyre, Jean-Pierre Caillet. . Paris: BNF. 2007  [2019-07-05]. （原始内容存档于2016-03-05） （法语）.
10. ↑  . multimedia.inrap.fr.   [2025-02-09]. （原始内容存档于2025-02-09） （法语）.
11. ↑  {{Cite book|author=Alain Erlande-Brandenburg|title=Architecture romane, Architecture gothique|publisher=Jean-Paul Gisserot|year=2002|ISBN=978-2-87747-682-9) （法文）
12. ↑  Odile Gantier. . . Mabillon. 1965  [2025-02-09]. （原始内容存档于2018-07-30） （法语）.
13. ↑  archives d'Indre-et-Loire. . archives.touraine.fr.   [2025-02-09]. （原始内容存档于2025-02-09） （法语）.
14. ↑  leshallesdetours.fr. . leshallesdetours.fr.   [2019-07-05]. （原始内容存档于2019-07-05） （法语）.
15. ↑  joliecampagne.canalblog.com. . joliecampagne.canalblog.com. 2015-03-29  [2019-07-04]. （原始内容存档于2019-07-04） （法语）.
16. ↑  cc37.org. . cc37.org. 2017-04-03  [2019-07-04]. （原始内容存档于2019-07-04） （法语）.
17. ↑  Mathieu Giua. . 37degres-mag.fr. 2017-10-01  [2019-07-12]. （原始内容存档于2019-07-12） （法语）.
18. ↑  Cassini. . cassini.ehess.fr.   [2025-02-09]. （原始内容存档于2024-12-28） （法语）.
19. ↑  La Nouvelle République (编). . lanouvellerepublique.fr. 2014-05-20  [2019-07-05]. （原始内容存档于2021-08-03） （法语）.
20. ↑  ajpn.org. . ajpn.org. 2009-07-05  [2019-07-05]. （原始内容存档于2019-07-05） （法语）.
21. ↑  patrimoine.regioncentre.fr. . patrimoine.regioncentre.fr.   [2019-07-04]. （原始内容存档于2017-08-29） （法语）.
22. ↑  cassini.ehess.fr. . cassini.ehess.fr.   [2020-01-28]. （原始内容存档于2020-06-09） （法语）.
23. ↑  La Nouvelle République (编). . lanouvellerepublique.fr. 2013-04-28  [2020-01-28]. （原始内容存档于2020-08-13） （法语）.
24. ↑  Yves BAHONAUX. . Norois. 1966: p287–p288  [2020-01-28]. （原始内容存档于2020-01-28） （法语）.
25. ↑  magcentre.fr. . magcentre.fr. 2015-07-31  [2019-07-01]. （原始内容存档于2017-12-27） （法语）.
26. ↑  La Nouvelle République (编). . lanouvellerepublique.fr. 2017-04-27  [2019-07-01]. （原始内容存档于2021-08-03） （法语）.
27. ↑  larep.fr. . larep.fr. 2016-09-19  [2019-07-05]. （原始内容存档于2019-07-05） （法语）.

- 地理类

1. ↑  oui.sncf. . oui.sncf.   [2019-07-04]. （原始内容存档于2019-07-03） （法语）.
2. ↑  aeroports.org. . aeroports.org. 2017-09-27  [2019-07-10]. （原始内容存档于2019-04-08） （法语）.
3. ↑  aquavit37.fr. . aquavit37.fr.   [2019-07-04]. （原始内容存档于2019-07-02） （法语）.
4. ↑  37degres-mag.fr. . 37degres-mag.fr. 2017-10-01  [2019-07-04]. （原始内容存档于2019-07-04） （法语）.
5. ↑  indre-et-loire.gouv.fr. . indre-et-loire.gouv.fr. 2019-05-27  [2019-07-02]. （原始内容存档于2019-08-10） （法语）.
6. ↑  . indre-et-loire.gouv.fr.   [2025-02-09]. （原始内容存档于2019-08-10） （法语）.
7. ↑  BRGM. . brgm.fr.   [2019-06-28]. （原始内容存档于2017-04-23） （法语）.
8. ↑  ville de Tours. . tours.fr.   [2025-02-09]. （原始内容存档于2024-12-03） （法语）.
9. ↑  ville de Tours. . tours.fr.   [2025-02-09] （法语）.
10. ↑  . infoclimat.fr.   [2025-02-08]. （原始内容存档于2025-02-09） （法语）.
11. ↑  La Nouvelle République. . lanouvellerepublique.fr. 2024-03-26  [2025-02-08] （法语）.
12. ↑  ville de Tours. . tours.fr.   [2025-02-08]. （原始内容存档于2024-12-03） （法语）.
13. ↑  INSEE. . insee.fr.   [2025-02-08]. （原始内容存档于2021-06-07） （法语）.
14. ↑  INSEE. . insee.fr.   [2025-02-08] （法语）.
15. ↑  INSEE. . insee.fr.   [2025-02-08]. （原始内容存档于2020-11-10） （法语）.
16. ↑  INSEE. . insee.fr.   [2025-02-08]. （原始内容存档于2024-07-23） （法语）.
17. ↑  INSEE. . insee.fr. 2016-10-13  [2024-06-07]. （原始内容存档于2024-04-06） （法语）.
18. ↑  viamichelin.fr. . viamichelin.fr.   [2019-07-02]. （原始内容存档于2019-07-02） （法语）.
19. ↑  Dominique Setzepfandt.  (PDF). Tours: Université François Rabelais. 2008  [2020-01-28]. （原始内容存档 (PDF)于2019-07-04） （法语）.
20. ↑  . linternaute.fr.   [2025-02-08]. （原始内容存档于2025-02-09） （法语）.
21. ↑  INSEE. . insee.fr.   [2025-02-08]. （原始内容存档于2021-05-01） （法语）.
22. ↑  Comparateur de territoires - Commune de Tours (37261)（法文）
23. ↑  ville de Tours. . tours.fr.   [2025-02-08]. （原始内容存档于2024-12-06） （法语）.
24. ↑  Tours Val de Loire Métropole. . tours-metropole.fr. 2019-07-26  [2025-02-08]. （原始内容存档于2024-12-15） （法语）.
25. ↑  Tours Val de Loire Métropole.  (pdf). tours-metropole.fr.   [2025-02-08]. （原始内容存档 (PDF)于2024-08-08） （法语）.
26. ↑  . linternaute.com.   [2025-02-08]. （原始内容存档于2025-02-09） （法语）.
27. ↑  . linternaute.com.   [2025-02-08]. （原始内容存档于2025-02-09） （法语）.

- 社科类

1. ↑  Conseil général d'Indre-et-Loire.  (PDF). archives.cg37.fr. 2004-01-07  [2019-07-12]. （原始内容存档 (PDF)于2018-02-05） （法语）.
2. ↑  banatic.interieur.gouv.fr. . banatic.interieur.gouv.fr.   [2019-07-04]. （原始内容存档于2019-08-10） （法语）.
3. ↑  collectivites-locales.gouv.fr. . collectivites-locales.gouv.fr.   [2022-09-10]. （原始内容存档于2022-06-21） （法语）.
4. ↑  sig.ville.gouv.fr. . sig.ville.gouv.fr.   [2025-02-08]. （原始内容存档于2022-10-01） （法语）.
5. ↑  remi-centrevaldeloire.fr. . remi-centrevaldeloire.fr.   [2019-07-02]. （原始内容存档于2019-08-09） （法语）.
6. ↑  busbud.com. . busbud.com.   [2019-07-02]. （原始内容存档于2019-08-10） （法语）.
7. ↑  . linternaute.com.   [2025-02-08]. （原始内容存档于2025-02-09） （法语）.
8. ↑  . linternaute.com.   [2025-02-08]. （原始内容存档于2025-02-09） （法语）.
9. ↑  Les Echos. . lesechos.fr. 2011-09-21  [2019-07-04]. （原始内容存档于2019-07-04） （法语）.
10. ↑  Oui SNCF. . oui.sncf.   [2020-01-24]. （原始内容存档于2020-01-28） （法语）. Durée du trajet le plus court: 00h57
11. ↑  sncf.com. . sncf.com.   [2019-07-02]. （原始内容存档于2021-08-03） （法语）.
12. ↑  tours.aeroport.fr. . tours.aeroport.fr.   [2025-02-09]. （原始内容存档于2025-02-09） （法语）.
13. ↑  france3-regions.francetvinfo.fr. . france3-regions.francetvinfo.fr. 2015-08-02  [2019-07-05]. （原始内容存档于2019-07-05） （法语）.
14. ↑  L. Gallouédec. . Paris: Armand Colin. 1897: 45–60  [2019-07-05]. （原始内容存档于2019-07-05） （法语）.
15. ↑  René COURANT et Pascal BEJUI. . Grenoble: Presses et éditions ferroviaires. 1985: 160. ISBN 978-2-9054-4701-2 （法语）.
16. ↑  Pierre MERLIN.  (PDF). Paris: La Documentation Française. 1985: 142  [2019-07-06]. （原始内容存档 (PDF)于2019-07-06） （法语）.
17. ↑  La Nouvelle République (编). . lanouvellerepublique.fr. 2013-08-31  [2019-07-04]. （原始内容存档于2021-08-03） （法语）.
18. ↑  Matthias CUREAU et Étienne TRUBERT. . Grenoble: Groupement pour l'Étude des Transports Urbains Modernes. 2017: p3-p7  [2020-01-28]. ISSN 0397-6521. （原始内容存档于2020-01-28） （法语）.
19. ↑  filbleu.fr. . filbleu.fr.   [2019-07-02]. （原始内容存档于2019-08-09） （法语）.
20. ↑  La Nouvelle République (编). . lanouvellerepublique.fr. 2018-11-14  [2019-07-05]. （原始内容存档于2021-08-03） （法语）.
21. ↑  France Bleu. . francebleu.fr. 2024-12-12  [2025-02-09]. （原始内容存档于2025-02-09） （法语）.
22. ↑  Ministère de l'Intérieur (编). . mobile.interieur.gouv.fr.   [2025-02-08]. （原始内容存档于2025-02-09） （法语）.
23. ↑  Ministère de l'Intérieur (编). . mobile.interieur.gouv.fr.   [2025-02-08] （法语）.
24. ↑  Ministère de l'Intérieur (编). . mobile.interieur.gouv.fr.   [2025-02-08]. （原始内容存档于2025-02-09） （法语）.
25. ↑  . election-europeenne.linternaute.com.   [2025-02-08]. （原始内容存档于2019-03-20） （法语）.
26. ↑  . election-departementale.linternaute.com.   [2025-02-08]. （原始内容存档于2025-02-09） （法语）.
27. ↑  . archives-resultats-elections.interieur.gouv.fr.   [2025-02-08]. （原始内容存档于2024-07-23） （法语）.
28. ↑  . election-regionale.linternaute.com.   [2025-02-08]. （原始内容存档于2025-02-09） （法语）.
29. ↑  Ministère de l'Intérieur (编). . mobile.interieur.gouv.fr.   [2025-02-08]. （原始内容存档于2025-02-09） （法语）.
30. ↑  Ministère de l'Intérieur (编). . mobile.interieur.gouv.fr.   [2025-02-08] （法语）.
31. ↑  Ministère de l'Intérieur (编). . mobile.interieur.gouv.fr.   [2025-02-08]. （原始内容存档于2025-02-09） （法语）.
32. ↑  Jean-Jacques TALPIN. . lagazettedescommunes.com. 2006-11-29  [2020-01-28]. （原始内容存档于2020-01-28） （法语）.
33. ↑  tours-metropole.fr.  (PDF). tours-metropole.fr. 2018-03-22  [2019-07-06]. （原始内容存档 (PDF)于2018-10-08） （法语）.
34. ↑  Le Figaro (编). . entreprises.lefigaro.fr.   [2025-02-08]. （原始内容存档于2025-02-09） （法语）.
35. ↑  societe.com. . societe.com.   [2019-07-06]. （原始内容存档于2019-07-06） （法语）.
36. ↑  Le Figaro (编). . entreprises.lefigaro.fr.   [2025-02-09] （法语）.
37. ↑  Le Figaro (编). . entreprises.lefigaro.fr.   [2025-02-09]. （原始内容存档于2025-02-09） （法语）.
38. ↑  Le Figaro (编). . entreprises.lefigaro.fr.   [2025-02-09]. （原始内容存档于2025-02-09） （法语）.
39. ↑  Le Figaro (编). . entreprises.lefigaro.fr.   [2025-02-09]. （原始内容存档于2025-02-09） （法语）.
40. ↑  JDN (编). . journaldunet.fr.   [2025-02-08]. （原始内容存档于2025-02-09） （法语）.
41. ↑  JDN (编). . journaldunet.fr.   [2025-02-08] （法语）.
42. ↑  JDN (编). . journaldunet.fr.   [2025-02-08]. （原始内容存档于2025-02-09） （法语）.
43. ↑  JDN (编). . journaldunet.fr.   [2025-02-08]. （原始内容存档于2019-07-04） （法语）.
44. ↑  Académie d'Orléans-Tours. . ac-orleans-tours.fr.   [2022-01-01]. （原始内容存档于2022-02-03） （法语）.
45. ↑  . villedata.fr.   [2025-02-08]. （原始内容存档于2025-02-09） （法语）.
46. ↑  . linternaute.com.   [2025-02-08]. （原始内容存档于2025-02-09） （法语）.
47. ↑  diplomeo.com. . diplomeo.com.   [2019-07-03]. （原始内容存档于2019-07-03） （法语）.
48. ↑  letudiant.fr. . letudiant.fr. 2023-09-21  [2025-02-08] （法语）.
49. ↑  Université de Tours. . univ-tours.fr.   [2025-02-08]. （原始内容存档于2025-02-09） （法语）.
50. ↑  esg.fr. . esg.fr.   [2019-07-04]. （原始内容存档于2019-07-04） （法语）.
51. ↑  La Nouvelle République (编). . lanouvellerepublique.fr. 2014-12-20  [2019-07-04]. （原始内容存档于2021-08-03） （法语）.
52. ↑  international.univ-tours.fr. . international.univ-tours.fr.   [2019-07-04]. （原始内容存档于2019-07-04） （法语）.
53. ↑  institutdetouraine.com. . institutdetouraine.com.   [2019-07-04]. （原始内容存档于2021-08-03） （中文）.
54. ↑  toursnlangues.fr. . toursnlangues.fr.   [2019-07-04]. （原始内容存档于2019-07-04） （法语）.
55. ↑  ichinoisdetouraine.com. . ichinoisdetouraine.com.   [2019-07-04]. （原始内容存档于2018-08-26） （法语）.
56. ↑  chu-tours.fr. . chu-tours.fr.   [2025-02-08]. （原始内容存档于2025-02-09） （法语）.
57. ↑  tours.fr. . tours.fr.   [2019-07-04]. （原始内容存档于2019-05-26） （法语）.
58. ↑  . journaldunet.com.   [2025-02-08] （法语）.
59. ↑  tours.fr. . tours.fr.   [2019-07-10]. （原始内容存档于2019-07-10） （法语）.
60. ↑  info-tours.fr. . info-tours.fr. 2019-03-02  [2019-07-10]. （原始内容存档于2019-07-10） （法语）.
61. ↑  Tour Val de Loire Métropole. . tours-metropole.fr.   [2025-02-08]. （原始内容存档于2024-10-08） （法语）.
62. ↑  France Bleu. . francebleu.fr. 2023-03-11  [2025-02-09]. （原始内容存档于2025-02-09） （法语）.
63. ↑  archedetoursnord.com. . archedetoursnord.com.   [2019-07-05]. （原始内容存档于2019-07-04） （法语）.
64. ↑  archedetoursnord.com. . archedetoursnord.com.   [2019-07-05]. （原始内容存档于2019-07-04） （法语）.
65. ↑  www.frequence-radio.org. . www.frequence-radio.org.   [2019-07-04]. （原始内容存档于2019-07-04） （法语）.
66. ↑  ecouterradioenligne.com. . ecouterradioenligne.com.   [2019-07-02]. （原始内容存档于2019-08-11） （法语）.
67. ↑  cheriefm.fr. . cheriefm.fr.   [2019-07-04]. （原始内容存档于2019-07-04） （法语）.
68. ↑  tvtours.fr. . tvtours.fr.   [2019-07-03]. （原始内容存档于2019-07-03） （法语）.
69. ↑  France 3 Centre-Val de Loire (编). . france3-regions.francetvinfo.fr.   [2025-02-08]. （原始内容存档于2025-02-09） （法语）.
70. ↑  radiobeton.com. . radiobeton.com.   [2019-07-04]. （原始内容存档于2019-07-04） （法语）.
71. ↑  La Nouvelle République (编). . lanouvellerepublique.fr.   [2019-07-04]. （原始内容存档于2021-11-03） （法语）.
72. ↑  tribune-hebdo-tours.fr. . tribune-hebdo-tours.fr.   [2019-07-04]. （原始内容存档于2019-06-07） （法语）.
73. ↑  ville de Tours. . tours.fr.   [2025-02-09]. （原始内容存档于2023-07-12） （法语）.
74. ↑  demarchesadministratives.fr. . demarchesadministratives.fr.   [2019-07-05]. （原始内容存档于2019-07-05） （法语）.
75. ↑  demarchesadministratives.fr. . demarchesadministratives.fr.   [2019-07-05]. （原始内容存档于2019-07-05） （法语）.
76. ↑  pompiercenter.com. . pompiercenter.com. 2019-04-30  [2019-07-05]. （原始内容存档于2019-07-05） （法语）.
77. ↑  département d'Indre-et-Loire. . indre-et-loire.gouv.fr.   [2025-02-09]. （原始内容存档于2024-11-04） （法语）.
78. ↑  info-tours.fr. . info-tours.fr. 2019-04-05  [2019-07-05]. （原始内容存档于2019-07-05） （法语）.
79. ↑  France Bleu. . francebleu.fr. 2023-03-25  [2025-02-09]. （原始内容存档于2025-02-09） （法语）.
80. ↑  . linternaute.com.   [2025-02-08]. （原始内容存档于2025-02-09） （法语）.
81. ↑  . tourainfopro.com.   [2025-02-09]. （原始内容存档于2025-02-09） （法语）.
82. ↑  ville de Tours. . tours.fr.   [2025-02-09]. （原始内容存档于2024-12-03） （法语）.
83. ↑  Tours FC. . toursfc.fr.   [2025-02-09] （法语）.
84. ↑  ville de Tours. . tours.fr.   [2025-02-09]. （原始内容存档于2024-12-03） （法语）.
85. ↑  . demarchesadministratives.fr.   [2025-02-09]. （原始内容存档于2025-02-09） （法语）.

- 文化类

1. ↑  Christian Calenge. . : 97. ISBN 2-7467-0098-0 （法语）.
2. ↑  valdeloire.org. . valdeloire.org. 2017-05-24  [2019-07-04]. （原始内容存档于2019-07-04） （法语）.
3. ↑  vpah.culture.fr.  (PDF). vpah.culture.fr.   [2019-07-10]. （原始内容存档 (PDF)于2019-05-28） （法语）.
4. ↑  valdeloire-france.com. . valdeloire-france.com.   [2019-07-04]. （原始内容存档于2019-07-04） （法语）.
5. ↑  37degres-mag.fr. . 37degres-mag.fr.   [2019-07-04]. （原始内容存档于2019-08-11） （法语）.
6. ↑  La Nouvelle République (编). . lanouvellerepublique.fr. 2018-02-22  [2019-07-03]. （原始内容存档于2021-08-03） （法语）.
7. ↑  ville de Tours. . tours.fr.   [2025-02-08]. （原始内容存档于2023-07-12） （法语）.
8. ↑  . bm-tours.fr.   [2025-02-08]. （原始内容存档于2025-02-09） （法语）.
9. ↑  mappy.com. . mappy.com.   [2019-07-04]. （原始内容存档于2019-07-04） （法语）.
10. ↑  Ministère de la Culture. . pop.culture.gouv.fr.   [2025-02-09] （法语）.
11. ↑  ville de Tours. . tours.fr.   [2025-02-09]. （原始内容存档于2023-07-11） （法语）.
12. ↑  ville de Tours. . tours.fr.   [2025-02-09]. （原始内容存档于2023-07-12） （法语）.
13. ↑  Office de Tourisme de Tours (编). . tours-tourisme.fr.   [2019-07-02]. （原始内容存档于2019-08-09） （法语）.
14. ↑  Ministère de la Culture. . pop.culture.gouv.fr.   [2025-02-09]. （原始内容存档于2025-02-09） （法语）.
15. ↑  La Nouvelle République. . lanouvellerepublique.fr. 2022-11-27  [2025-02-09]. （原始内容存档于2022-11-27） （法语）.
16. ↑  France 3 Centre-Val de Loire. . france3-regions.francetvinfo.fr. 2018-12-11  [2019-07-02]. （原始内容存档于2019-08-11） （法语）.
17. ↑  touraineloirevalley.com. . touraineloirevalley.com.   [2019-07-04]. （原始内容存档于2019-07-04） （法语）.
18. ↑  Francois LAMARRE. . lesechos.fr.   [2020-01-28]. （原始内容存档于2020-01-28） （法语）.
19. ↑  La Nouvelle République. . lanouvellerepublique.fr. 2024-01-05  [2025-02-08] （法语）.
20. ↑  . monumentum.fr.   [2025-02-08]. （原始内容存档于2024-11-03） （法语）.
21. ↑  Ministère de la Culture. . pop.culture.gouv.fr.   [2025-02-08]. （原始内容存档于2025-02-09） （法语）.
22. ↑  Ministère de la Culture. . pop.culture.gouv.fr.   [2025-02-08]. （原始内容存档于2025-02-09） （法语）.
23. ↑  Ministère de la Culture. . pop.culture.gouv.fr.   [2025-02-08]. （原始内容存档于2025-02-09） （法语）.
24. ↑  Ministère de la Culture. . pop.culture.gouv.fr.   [2025-02-08]. （原始内容存档于2025-02-09） （法语）.
25. ↑  Ministère de la Culture. . pop.culture.gouv.fr.   [2025-02-08] （法语）.
26. ↑  viamichelin.fr. . viamichelin.fr.   [2025-02-09]. （原始内容存档于2025-02-10） （法语）.
27. ↑  France 3. . france3-regions.francetvinfo.fr. 2023-09-08  [2025-02-09]. （原始内容存档于2025-02-09） （法语）.
28. ↑  . paroisse-cathedrale-tours.fr.   [2025-02-09]. （原始内容存档于2017-09-03） （法语）.
29. ↑  . touraineloirevalley.com.   [2025-02-09]. （原始内容存档于2025-02-09） （法语）.
30. ↑  ville de Tours. . tours.fr.   [2025-02-09]. （原始内容存档于2023-08-06） （法语）.
31. ↑  . touraineloirevalley.com.   [2025-02-09]. （原始内容存档于2025-02-09） （法语）.
32. ↑  chateau-amboise.com. . chateau-amboise.com.   [2019-07-04]. （原始内容存档于2019-07-04） （法语）.
33. ↑  chenonceau.com. . chenonceau.com.   [2019-07-04]. （原始内容存档于2019-07-04） （法语）.
34. ↑  chateauvillandry.fr. . chateauvillandry.fr.   [2019-07-04]. （原始内容存档于2019-07-04） （法语）.
35. ↑  . touraineloirevalley.com.   [2025-02-09]. （原始内容存档于2025-02-09） （法语）.
36. ↑  toursvolleyball.com. . toursvolleyball.com.   [2019-07-02]. （原始内容存档于2019-07-04） （法语）.
37. ↑  ustours.fr. . ustours.fr.   [2019-07-02]. （原始内容存档于2019-07-04） （法语）.
38. ↑  La Nouvelle République (编). . lanouvellerepublique.fr. 2019-06-27  [2019-07-02]. （原始内容存档于2018-03-17） （法语）.
39. ↑  FÉDÉRATION FRANÇAISE DE FOOTBALL - LIGUE CENTRE-VAL DE LOIRE DE FOOTBALL (编). . foot-centre.fff.fr.   [2025-02-08] （法语）.
40. ↑  FÉDÉRATION FRANÇAISE DE FOOTBALL - LIGUE CENTRE-VAL DE LOIRE DE FOOTBALL (编). . foot-centre.fff.fr.   [2025-02-08] （法语）.
41. ↑  FÉDÉRATION FRANÇAISE DE FOOTBALL - LIGUE CENTRE-VAL DE LOIRE DE FOOTBALL (编). . foot-centre.fff.fr.   [2025-02-08] （法语）.
42. ↑  La Nouvelle République (编). . lanouvellerepublique.fr. 2019-06-27  [2019-07-02]. （原始内容存档于2021-08-03） （法语）.
43. ↑  La Nouvelle République (编). . lanouvellerepublique.fr. 2025-02-07  [2025-02-09] （法语）.
44. ↑  Nathan Bréant. . france3-regions.francetvinfo.fr. 2019-04-09  [2019-07-04]. （原始内容存档于2019-07-04） （法语）.
45. ↑  paris-tours.fr. . paris-tours.fr.   [2019-07-02]. （原始内容存档于2019-07-04） （法语）.
46. ↑  touraineloirevalley.com. . touraineloirevalley.com.   [2019-07-04]. （原始内容存档于2019-07-04） （法语）.
47. ↑  Philippe Amarger. . my-loire-valley.com. 2018-06-29  [2019-07-12]. （原始内容存档于2019-07-12） （法语）.
48. ↑  france.tv. . france.tv. 2017-10-23  [2019-07-03]. （原始内容存档于2019-07-03） （法语）.
49. ↑  passionprovence.org. . passionprovence.org. 2017-09-11  [2019-07-04]. （原始内容存档于2019-07-04） （法语）.
50. ↑  La Nouvelle République (编). . lanouvellerepublique.fr. 2017-06-02  [2019-07-03]. （原始内容存档于2021-08-03） （法语）.
51. ↑  festival-desirdesirs.com. . festival-desirdesirs.com.   [2019-07-04]. （原始内容存档于2019-07-04） （法语）.
52. ↑  info-tours.fr. . info-tours.fr. 2019-06-12  [2019-07-04]. （原始内容存档于2019-07-04） （法语）.
53. ↑  tours.fr. . tours.fr.   [2019-07-02]. （原始内容存档于2019-08-10） （法语）.
54. ↑  tours.fr. . tours.fr.   [2019-07-04]. （原始内容存档于2019-07-04） （法语）.
55. ↑  gaypride.fr. . gaypride.fr. 2019-06-05  [2019-07-04]. （原始内容存档于2019-07-04） （法语）.
56. ↑  蔡菲菲. . 新浪网. 2015-05-03  [2019-07-05]. （原始内容存档于2019-07-05） （中文）.
57. ↑  basiliquesaintmartin.fr. . basiliquesaintmartin.fr.   [2019-07-04]. （原始内容存档于2019-03-30） （法语）.
58. ↑  eglises.org. . eglises.org.   [2019-07-04]. （原始内容存档于2019-07-04） （法语）.
59. ↑  mosquee-de-tours.fr. . mosquee-de-tours.fr.   [2019-07-04]. （原始内容存档于2019-07-04） （法语）.
60. ↑  Ministère de la Culture. . pop.culture.gouv.fr.   [2025-02-09]. （原始内容存档于2025-02-09） （法语）.

- 综合资料

1. 1 2  communes.com. . communes.com.   [2025-02-08]. （原始内容存档于2019-07-04） （法语）.
2. 1 2 3 4 5 6 7 8 9 10 11 12 13 14 15  Géoportail. . geoportail.fr.   [2025-02-08]. （原始内容存档于2021-06-21） （法语）.
3. 1 2  . : 602. ISBN 2010119800 （法语）. la capitale du royaume
4. 1 2  francebalade.com. . francebalade.com.   [2019-07-01]. （原始内容存档于2019-04-28） （法语）.
5. 1 2 3 4 5 6 7 8 9 10 11 12 13  tours.toile-libre.org. . tours.toile-libre.org.   [2019-07-01]. （原始内容存档于2019-08-09） （法语）.
6. 1 2  francebalade.com. . francebalade.com.   [2019-07-04]. （原始内容存档于2019-04-28） （法语）.
7. 1 2  château de Tours. . chateau.tours.fr.   [2025-02-09]. （原始内容存档于2025-02-09） （法语）.
8. 1 2  Cassini. . cassini.ehess.fr.   [2025-02-08]. （原始内容存档于2024-09-05） （法语）.
9. 1 2 3  c37degres-mag.fr. . 37degres-mag.fr. 2017-10-01  [2019-07-04]. （原始内容存档于2019-07-05） （法语）.
10. 1 2  . linternaute.com.   [2025-02-08]. （原始内容存档于2025-02-10） （法语）.
11. 1 2  PLU & cadastre. . plu-cadastre.fr.   [2025-02-08] （法语）.
12. 1 2 3 4 5 6 7 8  BRGM.  (pdf). ficheinfoterre.brgm.fr.   [2025-02-09]. （原始内容存档 (PDF)于2025-02-09） （法语）.
13. 1 2 3  . linternaute.fr.   [2025-02-08]. （原始内容存档于2025-02-10） （法语）.
14. 1 2   (PDF). donneespubliques.meteofrance.fr.   [2025-02-08]. （原始内容存档 (PDF)于2025-02-09） （法语）.
15. ↑  legifrance.gouv.fr. . legifrance.gouv.fr. 2014-02-18  [2019-07-08]. （原始内容存档于2019-06-04） （法语）.
16. 1 2 3  tours.fr. . tours.fr.   [2019-07-06]. （原始内容存档于2019-05-26） （法语）.
17. 1 2 3  filbleu.fr. . filbleu.fr.   [2019-07-06]. （原始内容存档于2019-05-24） （法语）.
18. 1 2  Le Monde (编). . lemonde.fr.   [2025-02-08]. （原始内容存档于2024-05-01） （法语）.
19. ↑  INSEE. . insee.fr.   [2025-02-08] （法语）.
20. 1 2 3  INSEE, Dossier complet - Commune de Tours (37261), RES T1 - Établissements actifs employeurs par secteur d'activité agrégé et taille fin 2022 （法文）
21. 1 2  tours-metropole.fr. . tours-metropole.fr.   [2019-07-03]. （原始内容存档于2019-07-04） （法语）.
22. 1 2  INSEE. . insee.fr.   [2025-02-08]. （原始内容存档于2017-08-06） （法语）.
23. 1 2  . linternaute.com.   [2025-02-08]. （原始内容存档于2025-02-09） （法语）.
24. 1 2  . linternaute.com.   [2025-02-08]. （原始内容存档于2025-02-09） （法语）.
25. ↑  FHF. . etablissements.fhf.fr.   [2025-02-08]. （原始内容存档于2024-03-10） （法语）.
26. ↑  FHF. . etablissements.fhf.fr.   [2025-02-08]. （原始内容存档于2024-03-24） （法语）.
27. ↑  FHF. . etablissements.fhf.fr.   [2025-02-08]. （原始内容存档于2025-02-09） （法语）.
28. ↑  FHF. . etablissements.fhf.fr.   [2025-02-08]. （原始内容存档于2025-02-09） （法语）.
29. ↑  FHF. . etablissements.fhf.fr.   [2025-02-08]. （原始内容存档于2025-02-09） （法语）.
30. ↑  FHF. . etablissements.fhf.fr.   [2025-02-08]. （原始内容存档于2025-02-09） （法语）.
31. 1 2 3 4  . linternaute.com.   [2025-02-08]. （原始内容存档于2025-02-09） （法语）.
32. ↑  . linternaute.com.   [2025-02-08]. （原始内容存档于2025-02-10） （法语）.
33. 1 2 3  . linternaute.com.   [2025-02-08]. （原始内容存档于2025-02-09） （法语）.
34. 1 2 3 4  . linternaute.fr.   [2019-07-05]. （原始内容存档于2019-07-04） （法语）.
35. 1 2  juifsdetours.com. . juifsdetours.com.   [2019-07-04]. （原始内容存档于2019-07-04） （法语）.